# Chronologie de la musique classique occidentale

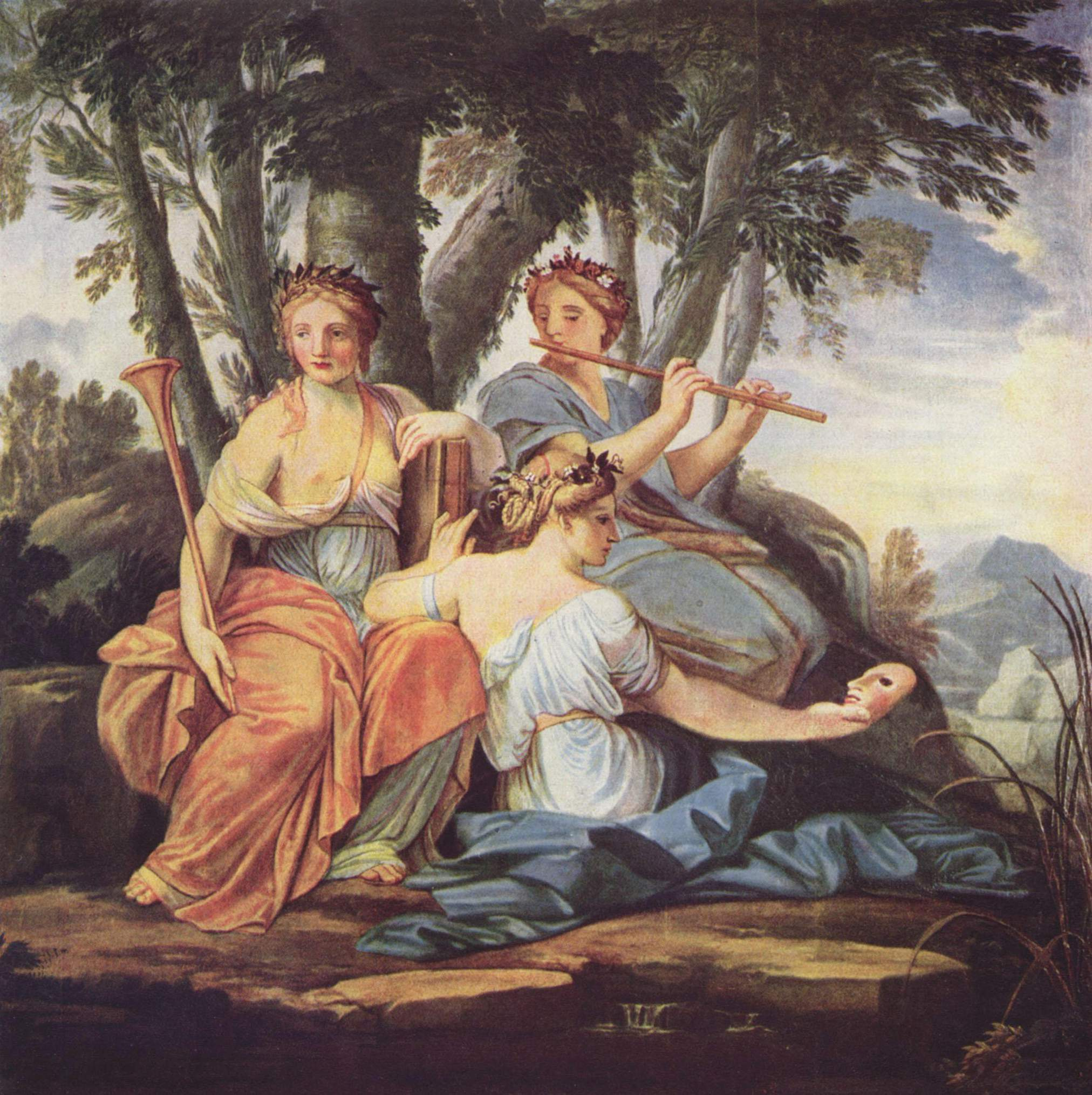
Eustache Le Sueur, Les Muses Clio, Euterpe et Thalie, Musée du Louvre.

La chronologie de la musique classique présente sur une échelle de temps les événements constitutifs de l'histoire de la musique classique entendue par convention comme l'ensemble de la musique savante occidentale par opposition à la musique populaire ou à la musique du monde ainsi que les naissance et disparition des acteurs les plus significatifs de ce domaine (compositeurs, interprètes, musicologues, facteurs d'instrument, etc.). La classification musicologique des grandes périodes est organisée en tableaux synoptiques par décennie où sont reportés les éléments considérés comme marquant une période par les musicologues.

## Accès direct aux tableaux des décennies
- XIVe siècle et avant

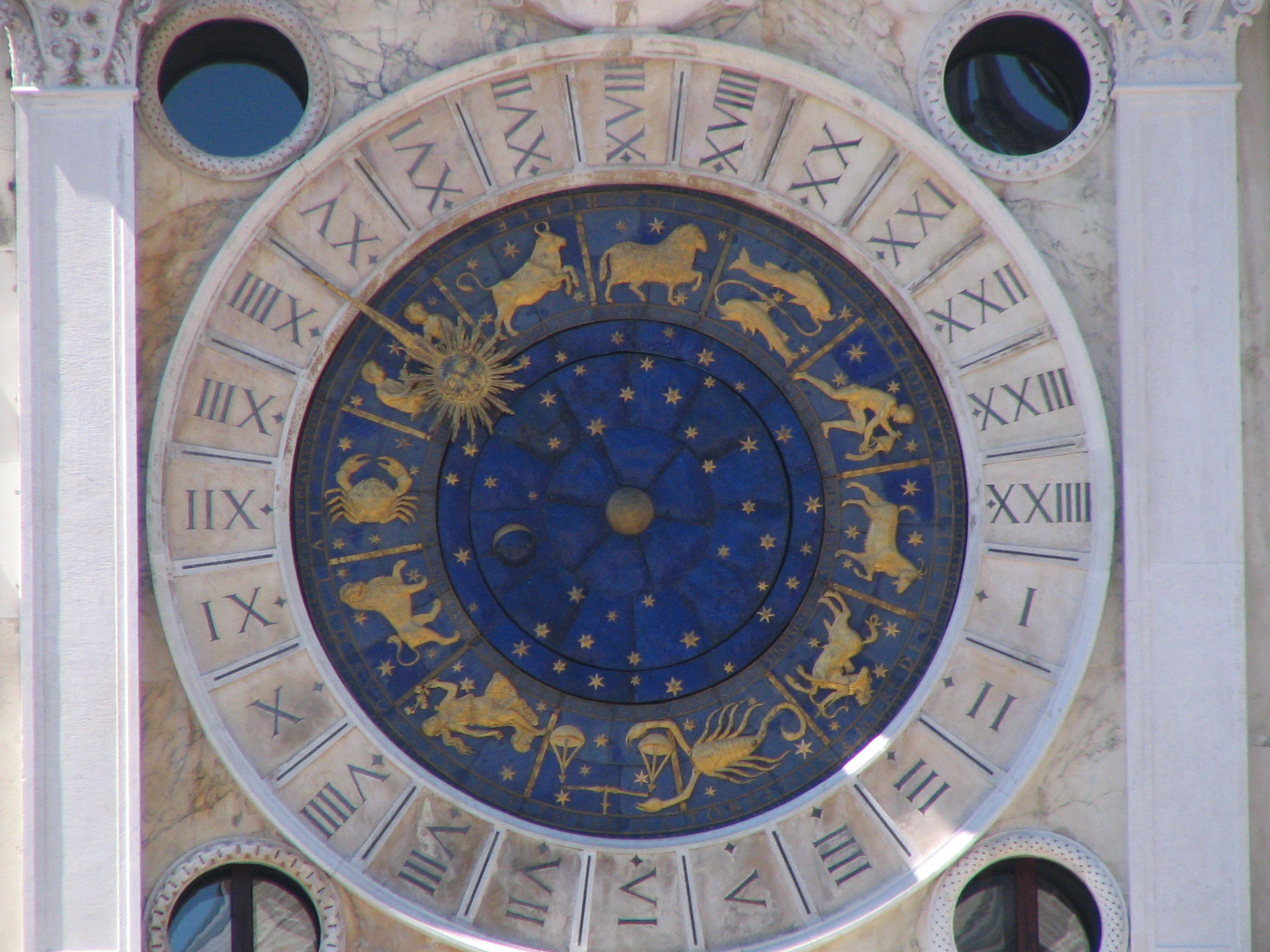
Cadran de la Torre dell'orologio de la Place Saint-Marc à Venise.

- XVe siècle : 1400 • 1410 • 1420 • 1430 • 1440 • 1450 • 1460 • 1470 • 1480 • 1490
- XVIe siècle : 1500 • 1510 • 1520 • 1530 • 1540 • 1550 • 1560 • 1570 • 1580 • 1590
- XVIIe siècle : 1600 • 1610 • 1620 • 1630 • 1640 • 1650 • 1660 • 1670 • 1680 • 1690
- XVIIIe siècle : 1700 • 1710 • 1720 • 1730 • 1740 • 1750 • 1760 • 1770 • 1780 • 1790
- XIXe siècle : 1800 • 1810 • 1820 • 1830 • 1840 • 1850 • 1860 • 1870 • 1880 • 1890
- XXe siècle : 1900 • 1910 • 1920 • 1930 • 1940 • 1950 • 1960 • 1970 • 1980 • 1990
- XXIe siècle : 2000 • 2010 • 2020

## Classification musicologique des grandes périodes

### Musiques de l'Antiquité

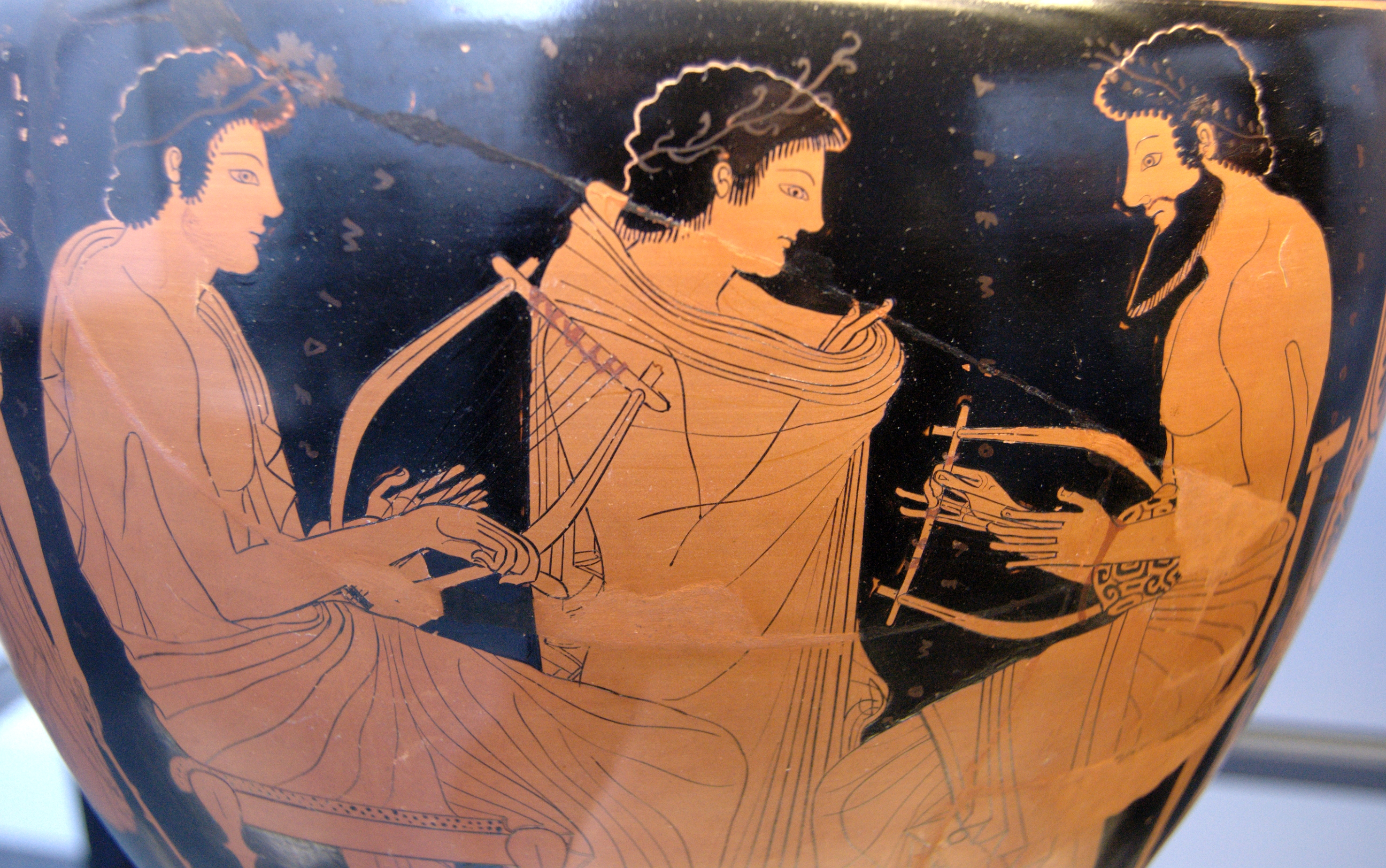
Leçon de musique, hydrie attique à figures rouges, v. 510 av. J.-C., Staatliche Antikensammlungen.

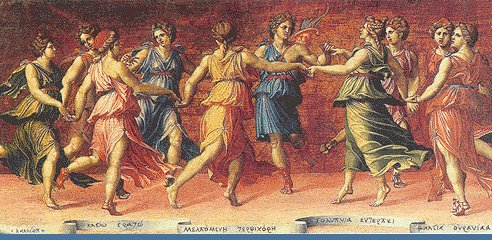
Baldassarre Peruzzi, Les Muses dansant avec Apollon.

- Musique des origines
- Musique de la Grèce antique
- Musique de la Rome antique

### Musique du Moyen Âge
- Musique médiévale (jusqu'à la fin du XIVe siècle)

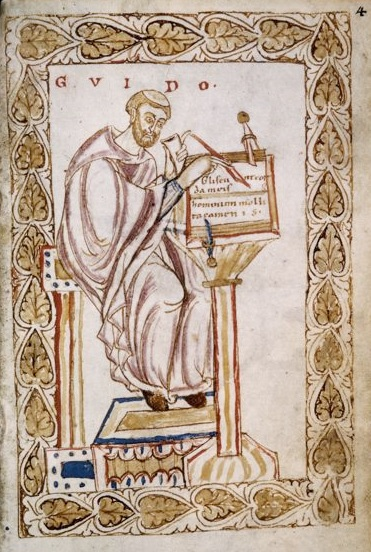
Guido d'Arezzo, moine bénédictin à l'origine du nom des notes.

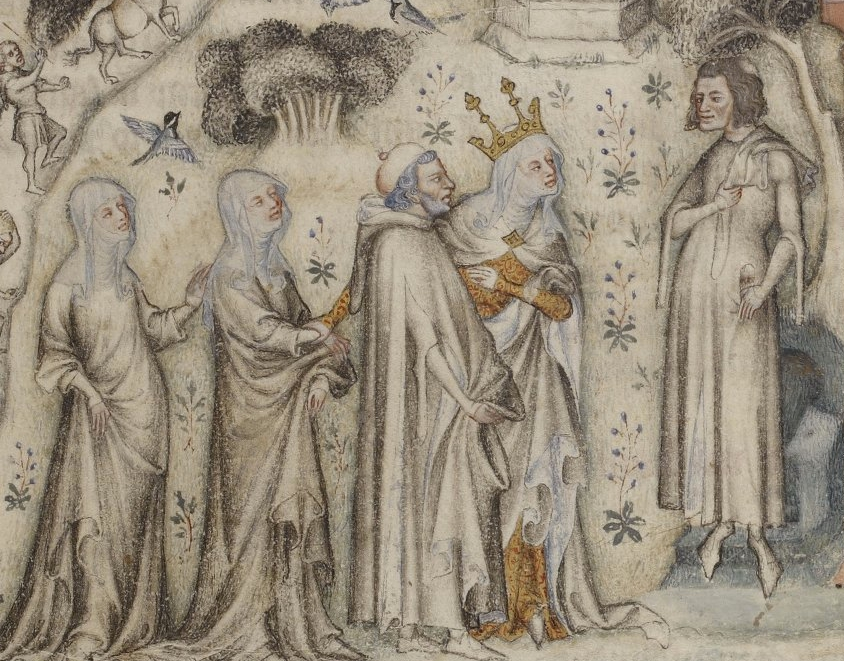
Nature offre à Guillaume de Machaut trois enfants, Sens, Rhétorique et Musique,
Miniature du XIVe siècle.

La musique médiévale est un terme général pour désigner une période couvrant à peu près 800 ans de l'histoire de la musique occidentale, religieuse et profane, et commençant avec les premières musiques chrétiennes d'avant la réforme grégorienne, jusqu'aux musiques de la fin du XIVe siècle.
  - Repères : Chant grégorien, plain-chant, neumes, trouvères et troubadours, motets, Ars antiqua, Ars nova, Ars subtilior, Hildegarde de Bingen
  -  Apogée : Messe de Notre Dame (Guillaume de Machaut)

### Musique de la Renaissance

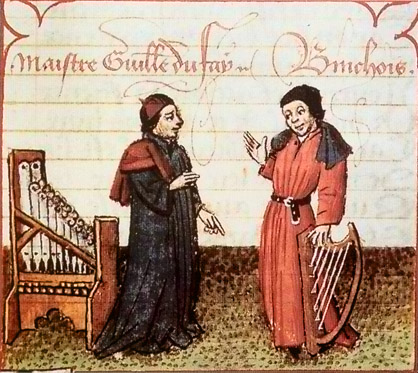
Guillaume Dufay et Gilles Binchois, illustration pour le Champion des Dames (1451).

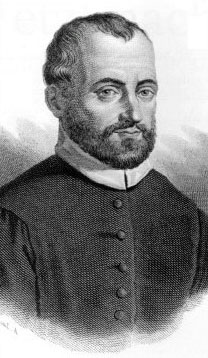
Giovanni Pierluigi da Palestrina.

- Musique de la Renaissance (XVe siècle et XVIe siècle)
On désigne par musique de la Renaissance la musique européenne composée pendant la Renaissance, approximativement entre les années 1400 et 1600. Il s'agit d'une convention : si la dernière date n'est guère contestable eu égard à l'évolution importante du début du XVIIe siècle, et qui marque le début de la période baroque, il n'en est pas de même pour le début de cette période. Ces deux siècles se situent clairement, en ce qui concerne la musique, en continuité avec ce que nous appelons le Moyen Âge tardif, avant d'acquérir des traits spécifiques.
  - Repères : Musique vocale, madrigal, messe, polyphonie, accords, Guillaume Dufay, Johannes Ockeghem, Josquin des Prés, Andrea Gabrieli, Palestrina, Roland de Lassus
  - Apogée : Missa Papae Marcelli (Palestrina)
- XVe siècle : 1400 • 1410 • 1420 • 1430 • 1440 • 1450 • 1460 • 1470 • 1480 • 1490
- XVIe siècle : 1500 • 1510 • 1520 • 1530 • 1540 • 1550 • 1560 • 1570 • 1580 • 1590

### Musique baroque

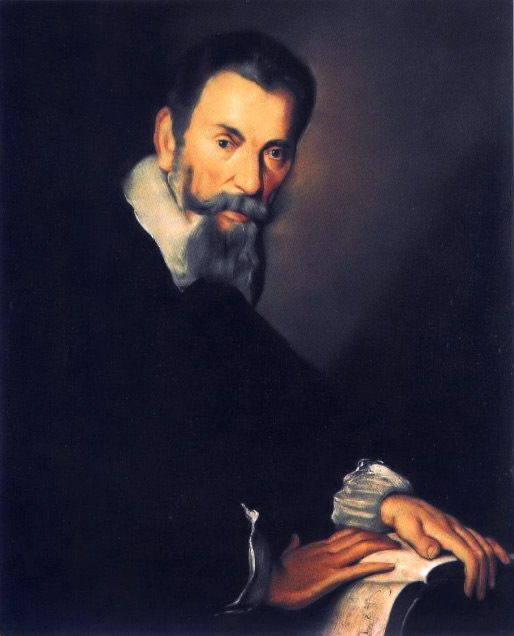
Portrait de Claudio Monteverdi par Bernardo Strozzi,
Galeries de l'Académie de Venise.

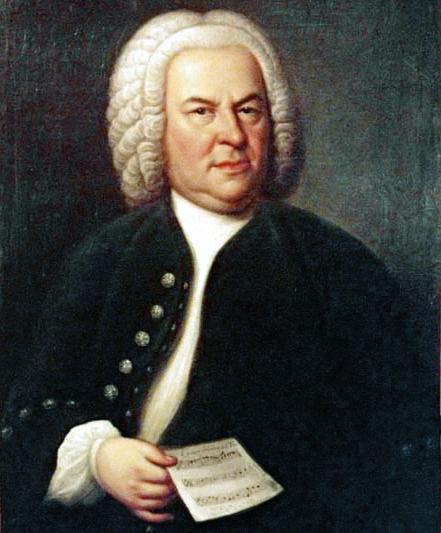
Portrait de Jean-Sébastien Bach à 61 ans par E. G. Haussmann.

- Musique baroque (1600 à 1750)
Le baroque couvre une grande période dans l’histoire de la musique, s’étendant environ du début du XVIIe siècle (création de l'opéra) au milieu du XVIIIe siècle (effacement du contrepoint en faveur de l'harmonie), de façon plus ou moins uniforme selon les pays considérés. De façon nécessairement schématique, l’esthétique et l’inspiration baroques succèdent à celles de la renaissance et précèdent celles du classicisme.
  - Repères : Basse continue, opéras, oratorios, cantates, suites, sonates, concertos, Claudio Monteverdi, Jean-Baptiste Lully, Marc-Antoine Charpentier, Henry Purcell, Arcangelo Corelli, Alessandro Scarlatti, François Couperin, Antonio Vivaldi, Jean-Philippe Rameau, Domenico Scarlatti, Jean-Sébastien Bach, Georg Friedrich Haendel
  - Apogée : L'Art de la fugue (Jean-Sébastien Bach)
- XVIIe siècle : 1600 • 1610 • 1620 • 1630 • 1640 • 1650 • 1660 • 1670 • 1680 • 1690
- XVIIIe siècle : 1700 • 1710 • 1720 • 1730 • 1740 • 1750

### Musique de la période classique

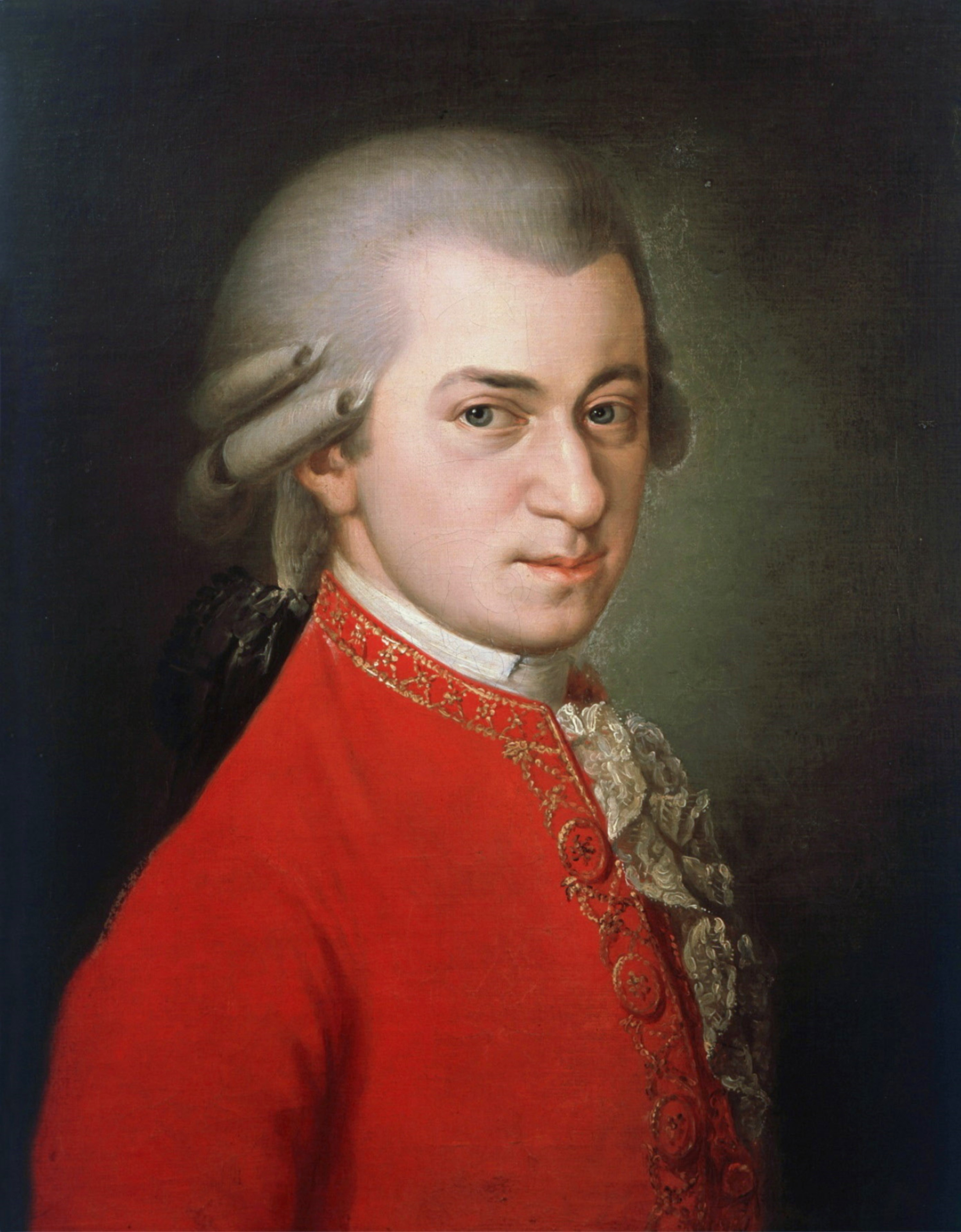
Portrait de Wolfgang Amadeus Mozart (1819) par Barbara Kraft.

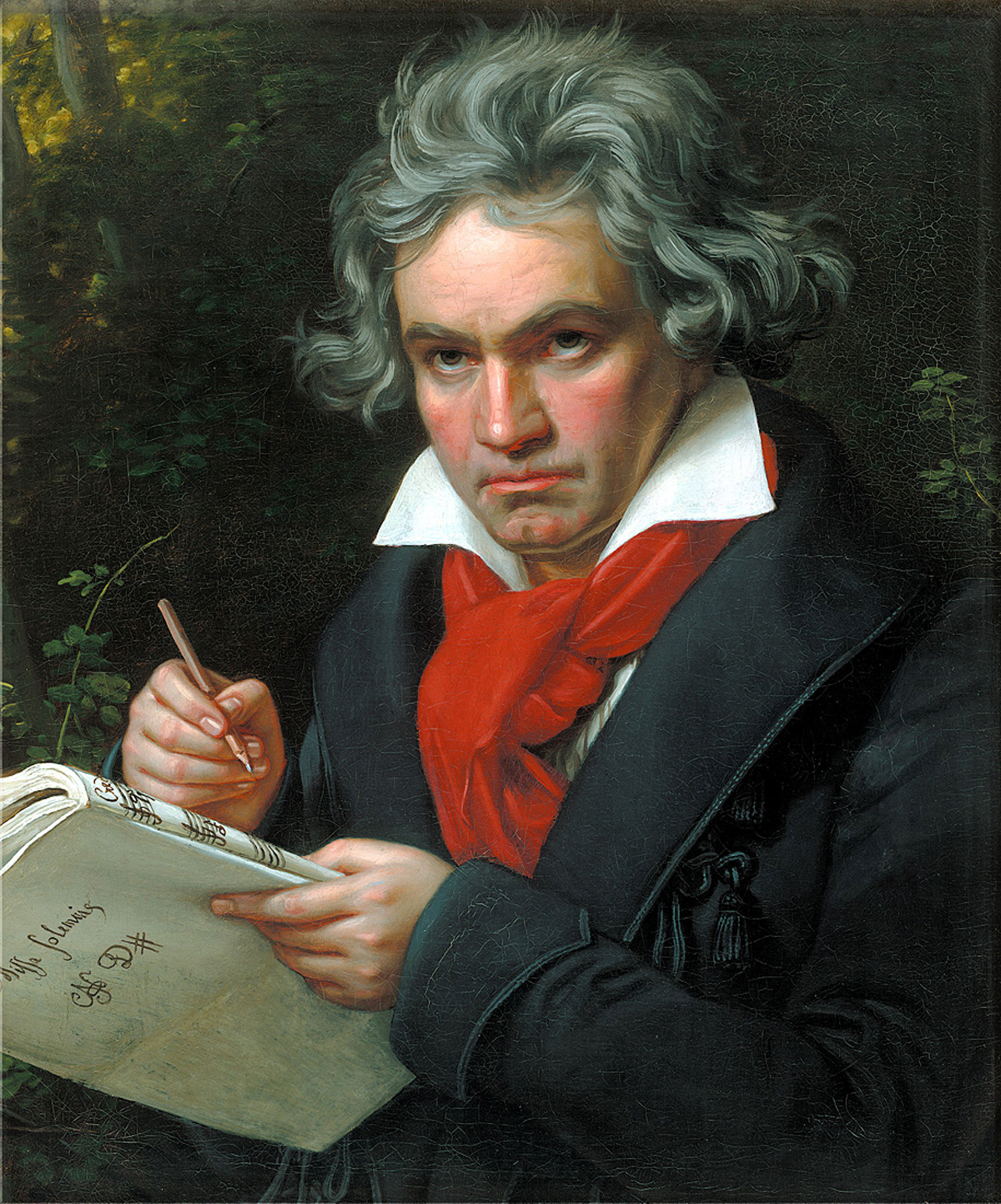
Portrait de Ludwig van Beethoven (1820) par Joseph Karl Stieler.

- Musique de la période classique (1750 – 1800)
La musique de la période classique recouvre par convention la musique écrite entre la mort de Johann Sebastian Bach soit 1750 et le début de la période romantique, soit les années 1820. Par extension, on appelle « musique classique » toute la musique savante européenne, de la musique de la Renaissance à la musique contemporaine. Il convient donc de bien dissocier la musique de style classique, dont les compositeurs phares sont Joseph Haydn, Wolfgang Amadeus Mozart, Ludwig van Beethoven et Christoph Willibald Gluck, et la musique classique opposée à la musique populaire, en Occident ou ailleurs (on parle de « Musique classique Hindoue », par exemple).
  - Repères : Opéras, symphonies, quatuor à cordes, sonates, musique de chambre, concertos, Joseph Haydn, Wolfgang Amadeus Mozart, Ludwig van Beethoven, Carl Maria von Weber, Gioachino Rossini, Muzio Clementi, Christoph Willibald Gluck
  - Apogée : neuvième Symphonie (Beethoven)
- XVIIIe siècle : 1750 • 1760 • 1770 • 1780 • 1790

### Musique romantique

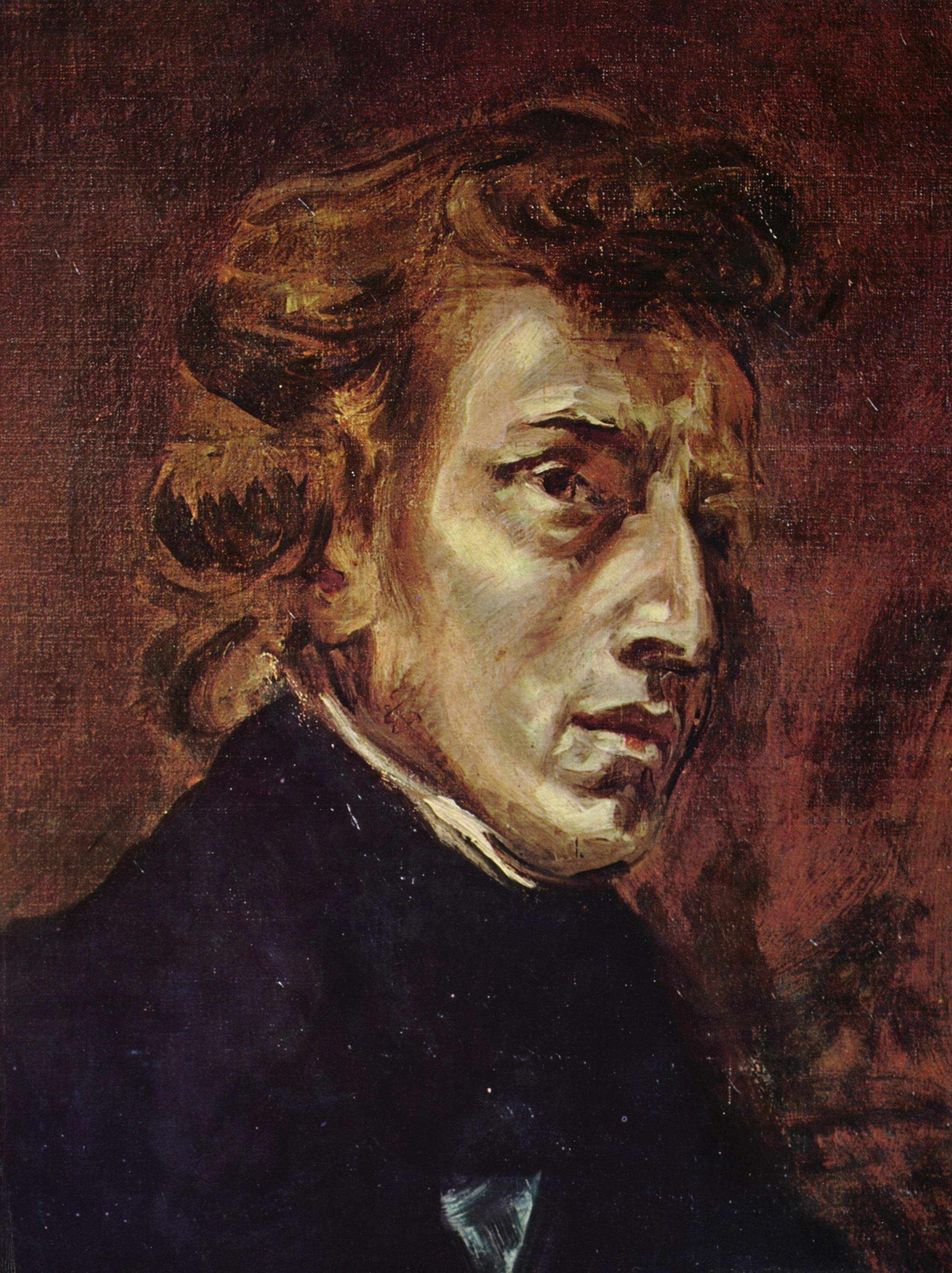
Portrait de Frédéric Chopin par Eugène Delacroix.

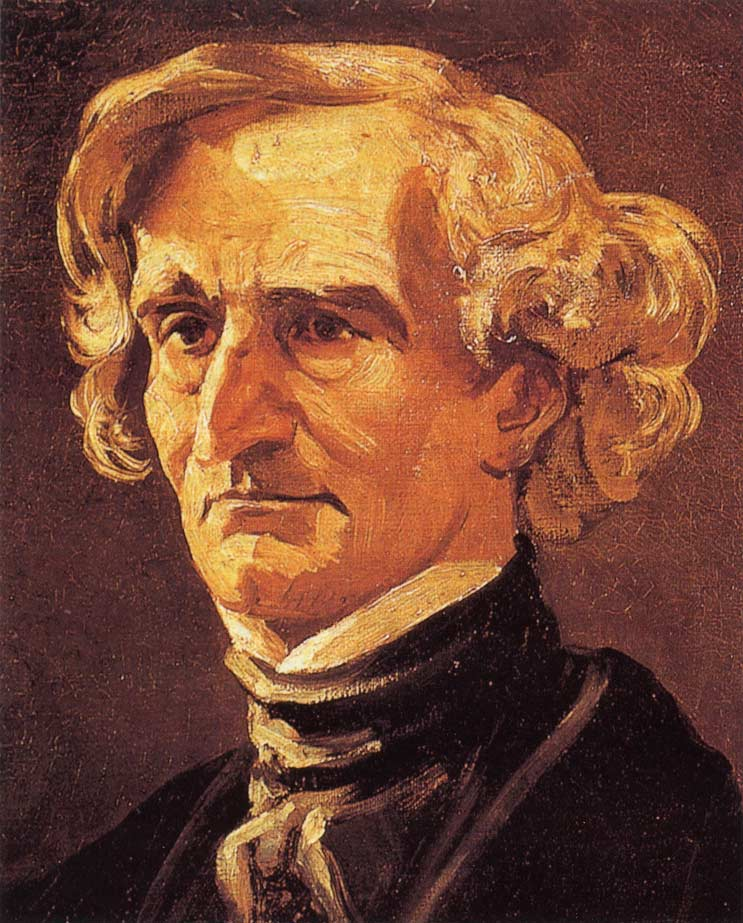
Portrait d'Hector Berlioz par Honoré Daumier.

- Musique romantique (début du XIXe siècle - début du XXe siècle)
La notion romantique désigne la musique qui s'échelonne du début XIXe jusqu'au tout début XXe siècle. La musique, comme la peinture, est influencée par le romantisme qui, à l'origine, est un mouvement littéraire.
  - Repères : Ouvertures, poème symphonique, ballets, valses, Hector Berlioz, Felix Mendelssohn, Franz Schubert, Frédéric Chopin, Robert Schumann, Franz Liszt, Richard Wagner, Giuseppe Verdi, Johannes Brahms, Piotr Ilitch Tchaïkovski, Camille Saint-Saëns
  - Apogée : L'Anneau du Nibelung (Richard Wagner)

### Musique moderne

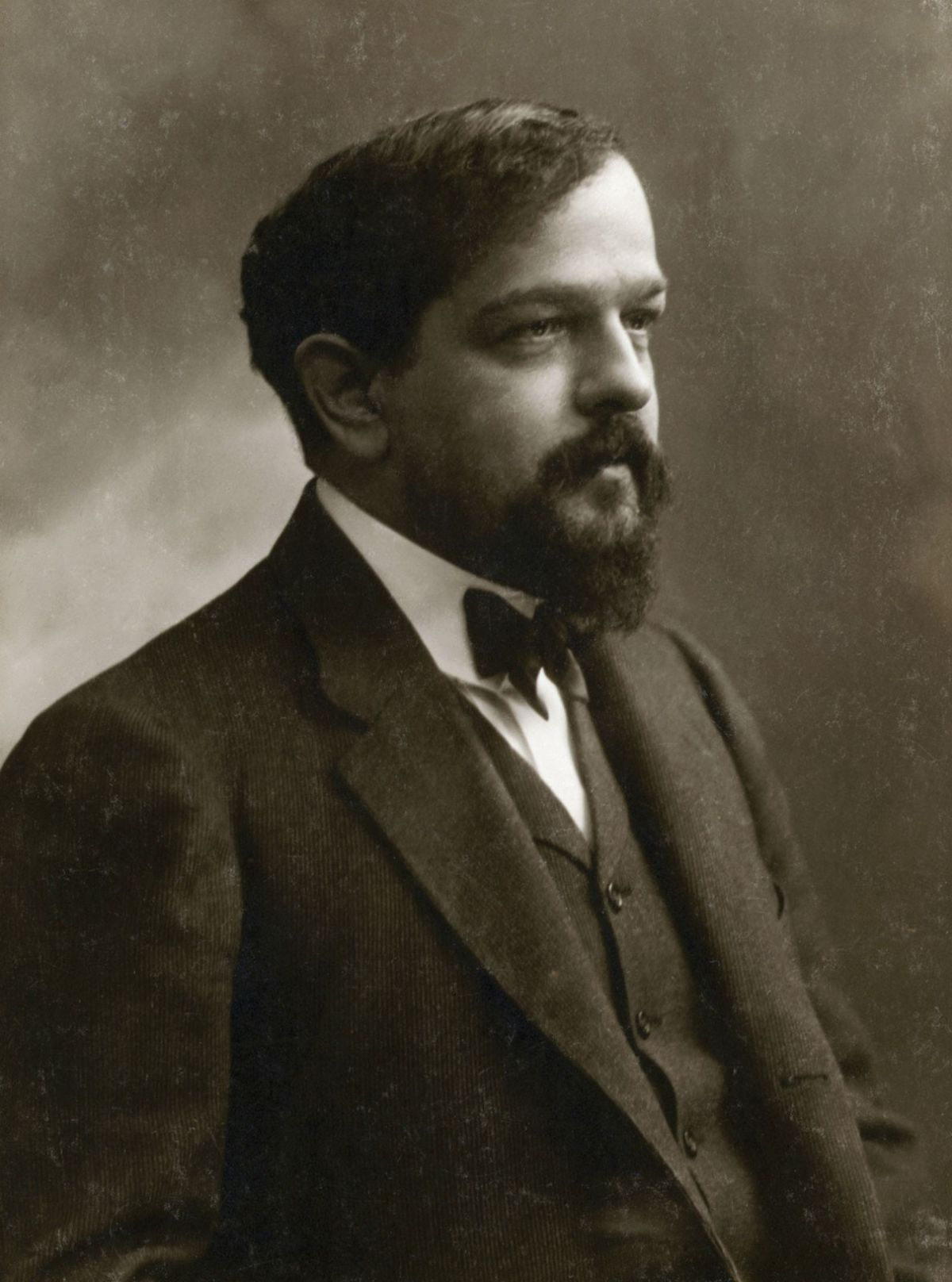
Photographie de Claude Debussy (v. 1908) par Félix Nadar.

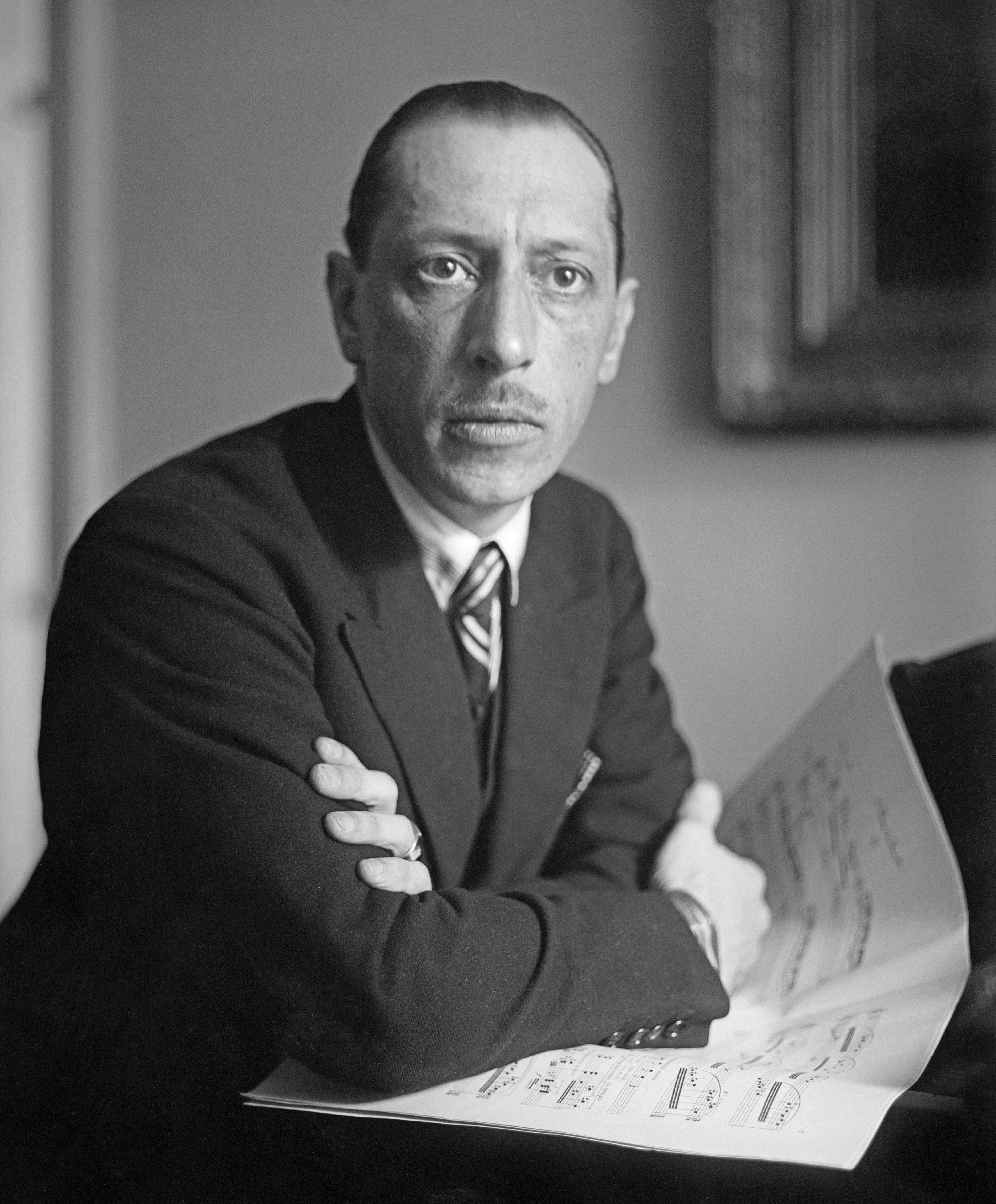
Photographie d'Igor Stravinsky, George Grantham Bain Collection.

- Musique moderne (première moitié du XXe siècle)
On désigne souvent par musique moderne la musique composée pendant la première partie du XXe siècle, le terme de musique contemporaine pouvant s'appliquer à la deuxième moitié.
  - Repères : atonalisme, musique impressionniste, dodécaphonisme, sérialisme, Giacomo Puccini, Gustav Mahler, Claude Debussy, Erik Satie,  Richard Strauss, Arnold Schönberg, Maurice Ravel, Béla Bartók, Igor Stravinsky, Dmitri Chostakovitch, Anton Webern, Alban Berg
  - Apogée : Le Sacre du printemps (Igor Stravinsky)

### Musique contemporaine

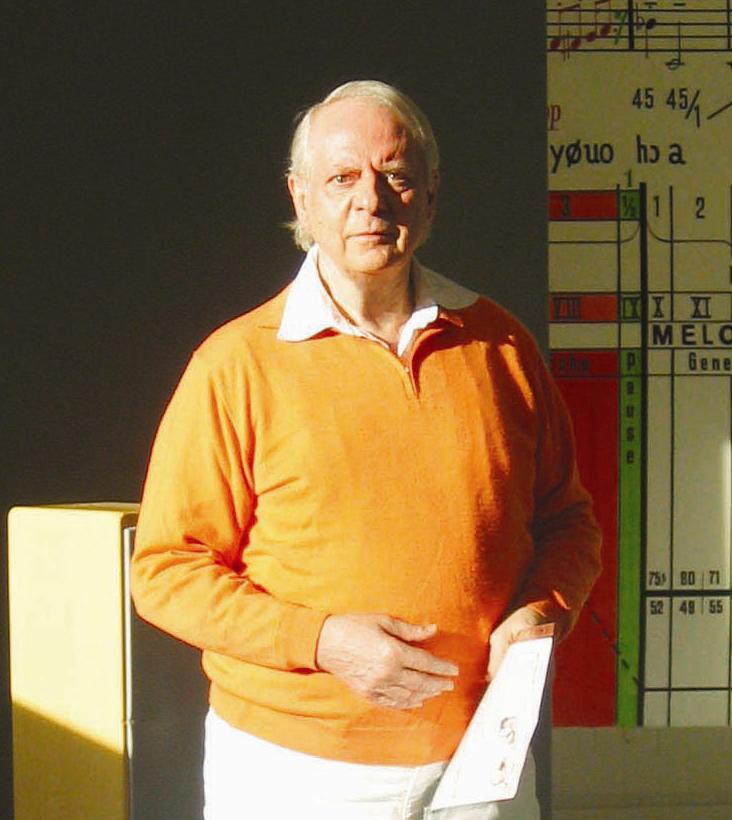
Photographie de Karlheinz Stockhausen en 2005.

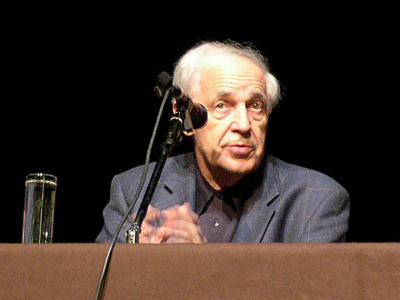
Photographie de Pierre Boulez (Conférence au Palais des Beaux-Arts de Bruxelles, le 25 octobre 2004).

- Musique contemporaine (à partir de l'Après-guerre)
Bien que toute musique soit par essence contemporaine au moment où elle est créée, quel que soit son style, le terme musique contemporaine est utilisé actuellement pour désigner les différents courants apparus après la fin de la Seconde Guerre mondiale. Certains ont en commun une remise en cause radicale du système tonal établi depuis le XVIIIe siècle avec l'émergence de la musique atonale, de la musique sérielle et du dodécaphonisme, d'autres au contraire sont revenus à la tonalité mais en allant vers le minimalisme.
On classera dans cette période mais de manière différenciée la musique électroacoustique, genre regroupant de nombreux courants musicaux.
  - Repères : Pierre Boulez, Karlheinz Stockhausen, György Ligeti, Luciano Berio, Alfred Schnittke, Pascal Dusapin, Steve Reich, Arvo Pärt, Pierre Henry, Philip Glass, Pierre Schaeffer 
  - Apogée : Répons (Pierre Boulez)

## Tableaux synoptiques par décennie

### Avant leXVesiècle
| Période           | Naissances | Décès                                                    | Créations ou événements marquants                        |
| ----------------- | --- | -------------------------------------------------------- | -------------------------------------------------------- |
| Antiquité grecque | Sappho |                                                          | Premier traité théorique sur la musique (Aristoxène)     |
| Antiquité romaine | |                                                          |                                                          |
| Haut Moyen Âge    | |                                                          | Début du Plain-chant                                     |
| VIIIe siècle      | |                                                          | Chant grégorien Premiers manuscrits utilisant les neumes |
| IXe siècle        | |                                                          | Apparition des tropes dans la liturgie de la messe       |
| Xe siècle         | Guido d'Arezzo |                                                          |                                                          |
| XIe siècle        | Hildegarde de Bingen                                                                                                   | Guido d'Arezzo                                           | Invention de la portée (Guido d'Arezzo)                  |
| XIIe siècle       | Léonin Pérotin | Hildegarde de Bingen                                     | Apogée des troubadours                                   |
| XIIIe siècle      | Adam de la Halle Philippe de Vitry                                                                                     | Léonin Pérotin Adam de la Halle                          | L'École de Notre-Dame Carmina Burana Ars antiqua         |
| XIVe siècle       | Guillaume de Machaut Francesco Landini Guillaume Dufay (†1474) Johannes Ciconia (†1412) Oswald von Wolkenstein (†1445) | Philippe de Vitry Guillaume de Machaut Francesco Landini | Ars nova 1397 : Première mention du clavecin             |

retour début de page

### XVesiècle

#### Années 1400
| Année | Naissances                | Décès | Créations ou événements marquants |
| ----- | ------------------------- | ----- | --------------------------------- |
| 1400  | Gilles Binchois ? (†1460) |       |                                   |
| 1401  |                           |       |                                   |
| 1402  |                           |       |                                   |
| 1403  |                           |       |                                   |
| 1404  |                           |       |                                   |
| 1405  |                           |       |                                   |
| 1406  |                           |       |                                   |
| 1407  |                           |       |                                   |
| 1408  |                           |       |                                   |
| 1409  |                           |       |                                   |

retour début de page

#### Années 1410
| Année | Naissances                      | Décès                       | Créations ou événements marquants |
| ----- | ------------------------------- | --------------------------- | --------------------------------- |
| 1410  |                                 |                             |                                   |
| 1411  |                                 |                             |                                   |
| 1412  |                                 | Johannes Ciconia (*v. 1330) |                                   |
| 1413  | Paulus Paulirinus (†après 1471) |                             |                                   |
| 1414  |                                 |                             |                                   |
| 1415  |                                 |                             |                                   |
| 1416  | Antonio Squarcialupi (†1480)    |                             |                                   |
| 1417  |                                 |                             |                                   |
| 1418  |                                 |                             |                                   |
| 1419  |                                 |                             |                                   |

retour début de page

#### Années 1420
| Année | Naissances                | Décès | Créations ou événements marquants |
| ----- | ------------------------- | ----- | --------------------------------- |
| 1420  | Johannes Ockeghem (†1497) |       |                                   |
| 1421  |                           |       |                                   |
| 1422  |                           |       |                                   |
| 1423  |                           |       |                                   |
| 1424  |                           |       |                                   |
| 1425  |                           |       | Missa Sine nomine (Dufay)         |
| 1426  |                           |       |                                   |
| 1427  |                           |       | Missa Sancti Jacobi (Dufay)       |
| 1428  |                           |       |                                   |
| 1429  |                           |       |                                   |

retour début de page

#### Années 1430
| Année | Naissances                 | Décès                                       | Créations ou événements marquants |
| ----- | -------------------------- | ------------------------------------------- | --------------------------------- |
| 1430  |                            |                                             |                                   |
| 1431  |                            |                                             |                                   |
| 1432  |                            | Arnold de Lantins (avant le 2 juillet 1432) |                                   |
| 1433  |                            |                                             |                                   |
| 1434  |                            |                                             |                                   |
| 1435  | Johannes Tinctoris (†1511) |                                             |                                   |
| 1436  |                            |                                             | Nuper rosarum flores (Dufay)      |
| 1437  |                            |                                             |                                   |
| 1438  |                            |                                             |                                   |
| 1439  |                            |                                             |                                   |

retour début de page

#### Années 1440
| Année | Naissances                 | Décès                                 | Créations ou événements marquants |
| ----- | -------------------------- | ------------------------------------- | --------------------------------- |
| 1440  |                            |                                       |                                   |
| 1441  |                            |                                       |                                   |
| 1442  |                            |                                       |                                   |
| 1443  |                            |                                       |                                   |
| 1444  |                            |                                       |                                   |
| 1445  |                            | Oswald von Wolkenstein (1376 ou 1377) |                                   |
| 1446  | Alexandre Agricola (†1506) |                                       |                                   |
| 1447  |                            |                                       |                                   |
| 1448  |                            |                                       |                                   |
| 1449  |                            |                                       |                                   |

retour début de page

#### Années 1450
| Année | Naissances            | Décès | Créations ou événements marquants |
| ----- | --------------------- | ----- | --------------------------------- |
| 1450  |                       |       |                                   |
| 1451  |                       |       |                                   |
| 1452  |                       |       |                                   |
| 1453  |                       |       |                                   |
| 1454  |                       |       |                                   |
| 1455  |                       |       |                                   |
| 1456  |                       |       |                                   |
| 1457  | Jacob Obrecht (†1505) |       |                                   |
| 1458  |                       |       |                                   |
| 1459  |                       |       |                                   |

retour début de page

#### Années 1460
| Année | Naissances | Décès                      | Créations ou événements marquants |
| ----- | ---------- | -------------------------- | --------------------------------- |
| 1460  |            | Gilles Binchois (*v. 1400) |                                   |
| 1461  |            |                            | Requiem (Ockeghem)                |
| 1462  |            |                            |                                   |
| 1463  |            |                            | Messe Ecce ancilla domini (Dufay) |
| 1464  |            |                            |                                   |
| 1465  |            |                            |                                   |
| 1466  |            |                            |                                   |
| 1467  |            |                            |                                   |
| 1468  |            |                            |                                   |
| 1469  |            |                            |                                   |

retour début de page

#### Années 1470
| Année | Naissances | Décès                      | Créations ou événements marquants |
| ----- | ---------- | -------------------------- | --------------------------------- |
| 1470  |            |                            |                                   |
| 1471  |            |                            |                                   |
| 1472  |            |                            |                                   |
| 1473  |            | Conrad Paumann (*v. 1410)  |                                   |
| 1474  |            | Guillaume Dufay (*v. 1400) |                                   |
| 1475  |            |                            |                                   |
| 1476  |            |                            |                                   |
| 1477  |            |                            |                                   |
| 1478  |            |                            |                                   |
| 1479  |            |                            |                                   |

retour début de page

#### Années 1480
| Année | Naissances                   | Décès                        | Créations ou événements marquants |
| ----- | ---------------------------- | ---------------------------- | --------------------------------- |
| 1480  |                              | Antonio Squarcialupi (*1416) |                                   |
| 1481  |                              |                              |                                   |
| 1482  |                              |                              |                                   |
| 1483  |                              |                              |                                   |
| 1484  |                              |                              |                                   |
| 1485  | Clément Janequin (†1558)     |                              |                                   |
| 1486  | Ludwig Senfl (†1542 ou 1543) |                              |                                   |
| 1487  |                              |                              |                                   |
| 1488  |                              |                              |                                   |
| 1489  |                              |                              |                                   |

retour début de page

#### Années 1490
| Année | Naissances                | Décès                     | Créations ou événements marquants |
| ----- | ------------------------- | ------------------------- | --------------------------------- |
| 1490  | Costanzo Festa (†1545);   |                           |                                   |
| 1491  |                           |                           |                                   |
| 1492  |                           |                           |                                   |
| 1493  |                           |                           |                                   |
| 1494  | Hans Sachs (†1576)        |                           |                                   |
| 1495  | Nicolas Gombert (†v.1556) |                           |                                   |
| 1496  |                           |                           |                                   |
| 1497  |                           | Johannes Ockeghem (*1420) |                                   |
| 1498  |                           |                           |                                   |
| 1499  |                           |                           |                                   |

retour début de page

### XVIesiècle

#### Années 1500
| Année | Naissances | Décès                      | Créations ou événements marquants                                |
| ----- | ---------- | -------------------------- | ---------------------------------------------------------------- |
| 1500  |            |                            |                                                                  |
| 1501  |            |                            | "Harmonice Musices Odhecaton", premier volume de musique imprimé |
| 1502  |            |                            |                                                                  |
| 1503  |            |                            |                                                                  |
| 1504  |            |                            |                                                                  |
| 1505  |            | Jacob Obrecht (*1457)      |                                                                  |
| 1506  |            | Alexandre Agricola (*1446) |                                                                  |
| 1507  |            |                            |                                                                  |
| 1508  |            |                            |                                                                  |
| 1509  |            |                            |                                                                  |

retour début de page

#### Années 1510
| Année | Naissances                   | Décès                                                 | Créations ou événements marquants             |
| ----- | ---------------------------- | ----------------------------------------------------- | --------------------------------------------- |
| 1510  | Antonio de Cabezón (†1566)   |                                                       |                                               |
| 1511  |                              | Johannes Tinctoris (*1435)                            | Musica getutscht, traité de Sebastian Virdung |
| 1512  |                              |                                                       |                                               |
| 1513  | Francisco de Salinas (†1590) |                                                       |                                               |
| 1514  |                              |                                                       |                                               |
| 1515  |                              |                                                       |                                               |
| 1516  |                              |                                                       |                                               |
| 1517  | Gioseffo Zarlino (†1590)     | Heinrich Isaac (*v. 1450)                             |                                               |
| 1518  |                              | Loyset Compère (*v. 1445) Pierre de La Rue (*v. 1460) |                                               |
| 1519  |                              |                                                       |                                               |

retour début de page

#### Années 1520
| Année | Naissances                               | Décès                       | Créations ou événements marquants |
| ----- | ---------------------------------------- | --------------------------- | --------------------------------- |
| 1520  |                                          |                             |                                   |
| 1521  | Philippe de Monte (†1603)                | Josquin des Prés (*v. 1450) |                                   |
| 1522  |                                          | Jean Mouton (*v. 1459)      |                                   |
| 1523  |                                          |                             |                                   |
| 1524  |                                          |                             |                                   |
| 1525  | Giovanni Pierluigi da Palestrina (†1595) |                             |                                   |
| 1526  |                                          |                             | Deutsche Messe de Martin Luther   |
| 1527  |                                          |                             |                                   |
| 1528  |                                          |                             |                                   |
| 1529  |                                          |                             |                                   |

retour début de page

#### Années 1530
| Année | Naissances               | Décès | Créations ou événements marquants                                       |
| ----- | ------------------------ | ----- | ----------------------------------------------------------------------- |
| 1530  |                          |       | Édition à Rome du premier livre de madrigaux                            |
| 1531  |                          |       |                                                                         |
| 1532  | Roland de Lassus (†1594) |       |                                                                         |
| 1533  | Claudio Merulo (†1604)   |       |                                                                         |
| 1534  |                          |       |                                                                         |
| 1535  |                          |       |                                                                         |
| 1536  |                          |       |                                                                         |
| 1537  |                          |       |                                                                         |
| 1538  |                          |       | Pierre Attaingnant obtient la charge d'imprimeur du roi pour la musique |
| 1539  |                          |       |                                                                         |

retour début de page

#### Années 1540
| Année | Naissances                  | Décès                 | Créations ou événements marquants                                                                                            |
| ----- | --------------------------- | --------------------- | --- |
| 1540  |                             |                       | 8e livre de chansons Clément Janequin                                                                                        |
| 1541  |                             |                       | |
| 1542  |                             |                       | |
| 1543  |                             | Ludwig Senfl (*1486)  | |
| 1544  |                             |                       | |
| 1545  | Anthony Holborne (†1602)    |                       | |
| 1546  |                             | Martin Luther (*1483) | |
| 1547  |                             |                       | Libro de musica de vihuela intitulado Silva de sirenas d'Enríquez de Valderrábano, publié par Francisco Fernandez de Cordova |
| 1548  |                             |                       | |
| 1549  | Eustache Du Caurroy (†1609) |                       | |

retour début de page

#### Années 1550
| Année | Naissances                | Décès                         | Créations ou événements marquants                |
| ----- | ------------------------- | ----------------------------- | ------------------------------------------------ |
| 1550  |                           |                               |                                                  |
| 1551  |                           |                               |                                                  |
| 1552  |                           | Pierre Attaingnant (*v. 1494) |                                                  |
| 1553  | Luca Marenzio (†1599)     |                               |                                                  |
| 1554  |                           |                               |                                                  |
| 1555  | Giovanni Gabrieli (†1612) |                               |                                                  |
| 1556  |                           |                               |                                                  |
| 1557  |                           |                               |                                                  |
| 1558  |                           | Clément Janequin (*v. 1485)   |                                                  |
| 1559  |                           |                               | Musica nova livre de madrigaux d'Adrien Willaert |

retour début de page

#### Années 1560
| Année          | Naissances                                   | Décès                           | Créations ou événements marquants  |
| -------------- | -------------------------------------------- | ------------------------------- | ---------------------------------- |
| 1560           |                                              |                                 |                                    |
| 1561           | Jacopo Peri (†1633)                          |                                 |                                    |
| 1562           | Jan Pieterszoon Sweelinck (†1621)            | Adrien Willaert (*v. 1490)      |                                    |
| 1563 (ou vers) | John Dowland (†1626) Jehan Titelouze (†1633) |                                 |                                    |
| 1564           | Hans Leo Hassler (†1612)                     |                                 |                                    |
| 1565           |                                              | Cyprien de Rore (*1515 ou 1516) |                                    |
| 1566           | Carlo Gesualdo (†1613)                       | Antonio de Cabezón (*1510)      |                                    |
| 1567           | Claudio Monteverdi (†1643)                   |                                 | Messe du Pape Marcel de Palestrina |
| 1568           |                                              | Jacques Arcadelt (*v. 1504)     |                                    |
| 1569           |                                              |                                 |                                    |

retour début de page

#### Années 1570
| Année | Naissances          | Décès                      | Créations ou événements marquants |
| ----- | ------------------- | -------------------------- | --------------------------------- |
| 1570  |                     |                            |                                   |
| 1571  |                     |                            |                                   |
| 1572  |                     | Claude Goudimel (*v. 1510) |                                   |
| 1573  |                     |                            |                                   |
| 1574  | John Wilbye (†1638) |                            |                                   |
| 1575  |                     |                            |                                   |
| 1576  |                     | Hans Sachs (*1494)         |                                   |
| 1577  |                     |                            |                                   |
| 1578  |                     |                            |                                   |
| 1579  |                     |                            |                                   |

retour début de page

#### Années 1580
| Année | Naissances                                           | Décès                      | Créations ou événements marquants |
| ----- | ---------------------------------------------------- | -------------------------- | --------------------------------- |
| 1580  | Giovanni Girolamo Kapsberger (†1651)                 |                            |                                   |
| 1581  |                                                      |                            |                                   |
| 1582  | Gregorio Allegri (†1652)                             |                            |                                   |
| 1583  | Girolamo Frescobaldi (†1643) Orlando Gibbons (†1625) |                            |                                   |
| 1584  |                                                      |                            |                                   |
| 1585  | Heinrich Schütz (†1672)                              |                            |                                   |
| 1586  | Johann Hermann Schein (†1630) Stefano Landi (†1639)  | Andrea Gabrieli (*v. 1510) |                                   |
| 1587  | Samuel Scheidt (†1654)                               |                            |                                   |
| 1588  |                                                      |                            |                                   |
| 1589  |                                                      |                            |                                   |

retour début de page

#### Années 1590
| Année | Naissances                   | Décès                                                                       | Créations ou événements marquants |
| ----- | ---------------------------- | --------------------------------------------------------------------------- | --------------------------------- |
| 1590  | Jacob van Eyck (†1657)       | Francisco de Salinas (*1513) - Gioseffo Zarlino (*1517)                     |                                   |
| 1591  |                              | Vincenzo Galilei (*v. 1520)                                                 |                                   |
| 1592  | Domenico Mazzocchi (†1665)   | Marc'Antonio Ingegneri (*1535)                                              |                                   |
| 1593  |                              |                                                                             |                                   |
| 1594  |                              | Giovanni Pierluigi da Palestrina (*1525 ou 1526) - Roland de Lassus (*1532) |                                   |
| 1595  | Heinrich Scheidemann (†1663) |                                                                             |                                   |
| 1596  |                              |                                                                             |                                   |
| 1597  | Luigi Rossi (†1653)          | Cristofano Malvezzi (*1547)                                                 | La Dafne (Jacopo Peri)            |
| 1598  | Charles Racquet (*1664)      |                                                                             |                                   |
| 1599  |                              | Luca Marenzio (*1553)                                                       |                                   |

retour début de page

### XVIIesiècle

#### Années 1600
| Année | Naissances                 | Décès                                                | Créations ou événements marquants                                 |
| ----- | -------------------------- | ---------------------------------------------------- | ----------------------------------------------------------------- |
| 1600  |                            | Claude Le Jeune (*v.1530)                            | Rappresentatione di anima e di corpo (Emilio de' Cavalieri)       |
| 1601  |                            |                                                      | Publication de The Triumphs of Oriana, livre de madrigaux anglais |
| 1602  | Francesco Cavalli (†1676)  | Thomas Morley (*v.1557)                              | Euridice (Giulio Caccini)                                         |
| 1603  | Marco Uccellini (†1680)    | Philippe de Monte (*1521)                            |                                                                   |
| 1604  |                            | Claudio Merulo (*1533)                               |                                                                   |
| 1605  | Giacomo Carissimi (†1674)  | Orazio Vecchi (*1550)                                |                                                                   |
| 1606  |                            | Guillaume Costeley (*v.1530)                         |                                                                   |
| 1607  | Annibal Gantez († c. 1675) | Luzzasco Luzzaschi (*v.1545)                         | L'Orfeo (Claudio Monteverdi)                                      |
| 1608  |                            |                                                      | L'Arianna (Monteverdi)                                            |
| 1609  |                            | Eustache Du Caurroy (*1549) Anthony Holborne (*1545) |                                                                   |

retour début de page
⁴

#### Années 1610
| Année | Naissances                                               | Décès                            | Créations ou événements marquants                  |
| ----- | -------------------------------------------------------- | -------------------------------- | -------------------------------------------------- |
| 1610  | Henry Du Mont (†1684)                                    |                                  | Vespro della Beata Vergine (Monteverdi)            |
| 1611  |                                                          | Tomás Luis de Victoria (*v.1548) | Premier livre de madrigaux (Schütz)                |
| 1612  |                                                          | Giovanni Gabrieli (*1557)        |                                                    |
| 1613  |                                                          | Carlo Gesualdo (*1566)           | Parthenia (Byrd, Bull, Gibbons)                    |
| 1614  | Franz Tunder (†1667)                                     |                                  |                                                    |
| 1615  | Guillaume Dumanoir (†1697)                               |                                  | 1er volume du Syntagma musicum (Michael Prætorius) |
| 1616  | Johann Jakob Froberger (†1667) Matthias Weckmann (†1674) |                                  |                                                    |
| 1617  |                                                          |                                  |                                                    |
| 1618  | Joan Cererols (†1680)                                    | Giulio Caccini (*1551)           |                                                    |
| 1619  |                                                          |                                  | Psalmen Davids (Schütz)                            |

retour début de page

#### Années 1620
| Année | Naissances                                                                  | Décès                                             | Créations ou événements marquants        |
| ----- | --------------------------------------------------------------------------- | ------------------------------------------------- | ---------------------------------------- |
| 1620  |                                                                             |                                                   |                                          |
| 1621  |                                                                             | Jan Pieterszoon Sweelinck (*1562)                 |                                          |
| 1622  |                                                                             |                                                   |                                          |
| 1623  | François Roberday (†1680) Johann Adam Reinken (†1722) Antonio Cesti (†1669) | William Byrd (*1540) Thomas Weelkes (*1576)       |                                          |
| 1624  | Francesco Provenzale (†1704)                                                |                                                   | Hymnes (Titelouze)                       |
| 1625  |                                                                             | Orlando Gibbons (*1583)                           | Cantiones sacrae (Schütz)                |
| 1626  | (?) Louis Couperin (†1661) Giovanni Legrenzi (†1690)                        | John Dowland (*1563)                              | Création des Vingt-Quatre Violons du Roi |
| 1627  | Nicolas Gigault (†1707) Johann Kaspar Kerll (†1693)                         |                                                   | Dafne (Heinrich Schütz)                  |
| 1628  |                                                                             | John Bull (*1562 ou 1563) Peter Philips (*1560/1) |                                          |
| 1629  | Jean-Henri d'Anglebert (†1691)                                              |                                                   |                                          |

retour début de page

#### Années 1630
| Année | Naissances                                                   | Décès                                       | Créations ou événements marquants                                           |
| ----- | ------------------------------------------------------------ | ------------------------------------------- | --------------------------------------------------------------------------- |
| 1630  |                                                              | Charles Racquet (*1598)                     |                                                                             |
| 1631  | Nicolas Lebègue (†1702)                                      |                                             |                                                                             |
| 1632  | Jean-Baptiste Lully (†1687) Guillaume-Gabriel Nivers (†1714) |                                             |                                                                             |
| 1633  |                                                              | Jehan Titelouze (*1563) Jacopo Peri (*1561) |                                                                             |
| 1634  |                                                              | Adriano Banchieri (*1568)                   |                                                                             |
| 1635  |                                                              |                                             | Fiori musicali (Girolamo Frescobaldi)                                       |
| 1636  |                                                              |                                             |                                                                             |
| 1637  | Dietrich Buxtehude (†1707) Bernardo Pasquini (†1710)         |                                             | Andromeda (Manelli)                                                         |
| 1638  | Giovanni Buonaventura Viviani (†1692)                        | John Wilbye (*1574)                         | Madrigali guerrieri et amorosi, 8e livre de madrigaux de Claudio Monteverdi |
| 1639  | Alessandro Stradella (†1682)                                 | Stefano Landi (*1587)                       |                                                                             |

retour début de page

#### Années 1640
| Année | Naissances                                           | Décès                                                                           | Créations ou événements marquants          |
| ----- | ---------------------------------------------------- | ------------------------------------------------------------------------------- | ------------------------------------------ |
| 1640  | Paolo Lorenzani (†1713)                              | Giles Farnaby (*1560)                                                           | Il ritorno d'Ulisse in patria (Monteverdi) |
| 1641  |                                                      |                                                                                 | La finta pazza (Sacrati)                   |
| 1642  |                                                      |                                                                                 | L'incoronazione di Poppea (Monteverdi)     |
| 1643  | Marc-Antoine Charpentier (†1704)                     | Girolamo Frescobaldi (*1583) Claudio Monteverdi (*1567) Antoine Boësset (*1587) | Egisto (Cavalli)                           |
| 1644  | Alessandro Stradella (†1682) Joan Cabanilles (†1712) |                                                                                 |                                            |
| 1645  |                                                      |                                                                                 |                                            |
| 1646  |                                                      |                                                                                 |                                            |
| 1647  |                                                      |                                                                                 |                                            |
| 1648  |                                                      |                                                                                 |                                            |
| 1649  | Pascal Collasse (†1709)                              |                                                                                 | Il Giasone (Cavalli)                       |

retour début de page

#### Années 1650
| Année | Naissances                                                              | Décès                    | Créations ou événements marquants   |
| ----- | ----------------------------------------------------------------------- | ------------------------ | ----------------------------------- |
| 1650  | Giovanni Battista Bassani (†1716)                                       |                          |                                     |
| 1651  |                                                                         |                          | La Calisto (Cavalli)                |
| 1652  |                                                                         | Gregorio Allegri (*1582) | Cantica sacra (Du Mont)             |
| 1653  | Arcangelo Corelli (†1713) Georg Muffat (†1704) Johann Pachelbel (†1706) | Luigi Rossi (*1598)      |                                     |
| 1654  | Vincent Lübeck (†1740)                                                  | Samuel Scheidt (*1587)   | Xerse (Cavalli)                     |
| 1655  | Bartolomeo Cristofori (†1731) Gottfried Finger? (†1730)                 |                          |                                     |
| 1656  | Johann Caspar Ferdinand Fischer (†1746) Marin Marais (†1728)            | Thomas Tomkins (*1572)   | The Siege of Rhodes (Matthew Locke) |
| 1657  | Michel-Richard de Lalande (†1726)                                       | Jacob van Eyck (*1590)   |                                     |
| 1658  |                                                                         |                          |                                     |
| 1659  | Henry Purcell (†1695)                                                   |                          |                                     |

retour début de page

#### Années 1660
| Année | Naissances | Décès                                               | Créations ou événements marquants                                           |
| ----- | --- | --------------------------------------------------- | --------------------------------------------------------------------------- |
| 1660  | André Campra (†1744) Johann Joseph Fux (†1741) Johann Kuhnau (†1722) Alessandro Scarlatti (†1725)                                                  |                                                     | Fugues et caprices (François Roberday)                                      |
| 1661  | Georg Böhm (†1733) Henry Desmarest ( 1741) | Louis Couperin (*v. 1626)                           |                                                                             |
| 1662  | | Marco Marazzoli (*1619)                             | Ercole amante (Francesco Cavalli)                                           |
| 1663  | Friedrich Wilhelm Zachow (†1712) Franz Xaver Murschhauser (†1738)                                                                                  | Heinrich Scheidemann (*v. 1595)                     |                                                                             |
| 1664  | Nicolas Bernier (†1734) | Charles Racquet (*1598)                             |                                                                             |
| 1665  | Antonio Lotti (†1740) Nicolaus Bruhns (†1697) Johann Nikolaus Hanff (†1711) Tomaso Antonio Vitali? (†1745)? Élisabeth Jacquet de La Guerre (†1729) |                                                     | L'Amour médecin (Jean-Baptiste Lully / Molière) 1er livre d'orgue de Nivers |
| 1666  | Jean-Féry Rebel (†1747) |                                                     |                                                                             |
| 1667  | Michel Pignolet de Montéclair (†1737) Johann Christoph Pepusch (†1752)                                                                             | Franz Tunder (*1614) Johann Jakob Froberger (*1616) | Le Sicilien ou l'Amour peintre (Lully) 2e livre d'orgue de Nivers           |
| 1668  | François Couperin (†1733) Jean Gilles (†1705) |                                                     | George Dandin ou le Mari confondu (Lully)                                   |
| 1669  | Louis Marchand (†1732) | Antonio Cesti (*1623)                               |                                                                             |

retour début de page

#### Années 1670
| Année | Naissances                                                                                               | Décès                                                                | Créations ou événements marquants                                                              |
| ----- | --- | -------------------------------------------------------------------- | ---------------------------------------------------------------------------------------------- |
| 1670  | Giovanni Battista Bononcini (†1747) Antonio Caldara (†1736)                                              |                                                                      | 2 livres de clavecin de Chambonnières Le Bourgeois gentilhomme (Jean-Baptiste Lully / Molière) |
| 1671  | Tomaso Albinoni (†1751) Antoine Forqueray (†1745) Nicolas de Grigny (†1703) Azzolino della Ciaja (†1755) |                                                                      | Pomone (Robert Cambert)                                                                        |
| 1672  | Francesco Antonio Bonporti (†1749) André Cardinal Destouches (†1749)                                     | Heinrich Schütz (*1585) Jacques Champion de Chambonnières (*v. 1601) | Te Deum à 8 voix avec flûtes et violons, H 145 (Marc-Antoine Charpentier)                      |
| 1673  | Jacques-Martin Hotteterre (†1763)                                                                        |                                                                      | Cadmus et Hermione (Lully) Le Malade imaginaire (Marc-Antoine Charpentier et Molière)          |
| 1674  | Reinhard Keiser (†1739) Jeremiah Clarke? (†1707) Pierre Du Mage? (†1751)                                 | Giacomo Carissimi (*1605) Matthias Weckmann (*1616)                  | Alceste ou le Triomphe d'Alcide (Lully)                                                        |
| 1675  | Evaristo Felice Dall'Abaco (†1742)                                                                       |                                                                      | Thésée (Lully) 3e livre d'orgue de Nivers                                                      |
| 1676  | Louis-Nicolas Clérambault (†1749)                                                                        | Francesco Cavalli (*1602)                                            | Atys (Lully) 1er livre d'orgue de Lebègue                                                      |
| 1677  | Antonio Maria Bononcini (†1726)                                                                          |                                                                      | Te Deum et Isis (Lully) 1er livre de clavecin' de Lebègue                                      |
| 1678  | Antonio Vivaldi (†1741) William Croft (†1727)                                                            |                                                                      | Psyché (Lully) Te deum (de Paris) (Henry Desmarest) 2e livre d'orgue de Lebègue                |
| 1679  | Jan Dismas Zelenka (†1745)                                                                               | Antonio Maria Abbatini (*1595)                                       | Bellérophon (Lully)                                                                            |

retour début de page

#### Années 1680
| Année | Naissances                                                                              | Décès                                           | Créations ou événements marquants |
| ----- | --------------------------------------------------------------------------------------- | ----------------------------------------------- | --- |
| 1680  | Jean-Baptiste Loeillet (†1730) Francesco Manfredini? (†1748)                            | François Roberday (*1623) Joan Cererols (*1618) | Les plaisirs de Versailles, H 480 et Filius prodigus, H 399 (Marc-Antoine Charpentier) Proserpine (Lully) |
| 1681  | Georg Philipp Telemann (†1767) Johann Mattheson (†1764)                                 |                                                 | Venus and Adonis (Blow) |
| 1682  | Jean-François Dandrieu (†1738) Jean-Joseph Mouret (†1729)                               | Alessandro Stradella (*1644)                    | Persée (Lully) |
| 1683  | Jean-Philippe Rameau (†1764) Christoph Graupner (†1760) Johann David Heinichen (†1729)  | Alessandro Poglietti (* ?)                      | In obitum augustissimae nec non piisimae Gallorum regina lamentum, H 409, Luctus de morte augustissimae Mariae Theresiae regina Galliae, H331, De profundis, H 189 (Marc-Antoine Charpentier) Phaéton (Lully) |
| 1684  | François d'Agincourt (†1758) Francesco Durante (†1755) Johann Gottfried Walther (†1748) | Henry Du Mont (*1610)                           | Te deum (Michel-Richard de Lalande) Amadis (Lully) |
| 1685  | Georg Friedrich Haendel (†1759) Jean-Sébastien Bach (†1750) Domenico Scarlatti (†1757)  |                                                 | La fête de Rueil H 485 et La couronne de fleurs H 486 (Marc-Antoine Charpentier) Roland (Lully) 3e livre d'orgue de Lebègue                                                                                   |
| 1686  | Nicola Porpora (†1768) Benedetto Marcello (†1739) Sylvius Leopold Weiss (†1750)         |                                                 | Armide (Lully) Les arts florissants, H 487 (Marc-Antoine Charpentier) |
| 1687  | Francesco Geminiani (†1762)                                                             | Jean-Baptiste Lully (*1632)                     | Achille et Polyxène (Lully et Collasse) 2e livre de clavecin de Lebègue |
| 1688  | Johann Friedrich Fasch (†1758) Domenico Zipoli (†1726)                                  |                                                 | David et Jonathas (Marc-Antoine Charpentier) |
| 1689  | Joseph Bodin de Boismortier (†1755)                                                     |                                                 | Dido and Aeneas (Purcell) Livre de clavecin (d'Anglebert) De profundis et Miserere (Michel-Richard de Lalande)                                                                                                |

retour début de page

#### Années 1690
| Année | Naissances                                                                                              | Décès                          | Créations ou événements marquants |
| ----- | --- | ------------------------------ | --- |
| 1690  | Francesco Maria Veracini (†1750) Gottlieb Muffat (†1770) Leonardo Vinci (†1730) Carlo Tessarini (†1765) | Giovanni Legrenzi (*1626)      | Te Deum H 146 (Marc-Antoine Charpentier) Messes pour les paroisses et les couvents (François Couperin) Dies Irae S 31 (Michel-Richard de Lalande)                               |
| 1691  | | Jean-Henri d'Anglebert (*1629) | King Arthur (Purcell) |
| 1692  | Giuseppe Tartini (†1770) Unico Wilhelm van Wassenaer (†1766)                                            |                                | Ode à Sainte Cécile (Henry Purcell) |
| 1693  | | Johann Kaspar Kerll (*1627)    | Médée (Marc-Antoine Charpentier) |
| 1694  | Louis-Claude Daquin (†1772) Leonardo Leo (†1744)                                                        |                                | Ode pour l'anniversaire de la reine Marie (Henry Purcell) |
| 1695  | Pietro Locatelli (†1764)                                                                                | Henry Purcell (*1659)          | |
| 1696  | Johann Melchior Molter (†1765) Ernst Gottlieb Baron (†1760) Maurice Greene (†1755)                      | Michel Lambert (*1610)         | |
| 1697  | Jean-Marie Leclair (†1764) Johann Joachim Quantz (†1773) Giovanni Benedetto Platti (†1763)              | Nicolaus Bruhns (*1665)        | L'Europe galante (Campra) |
| 1698  | François Francœur (†1787)                                                                               |                                | |
| 1699  | Johann Adolf Hasse (†1783)                                                                              | Charles Mouton (*1626 ?)       | Livre d'orgue (Grigny) Motet pour une longue offrande, ou Motet pour l'offertoire de la Messe Rouge H 434, Psaumes des Ténèbres, H 228, H 229, H 230 (Marc-Antoine Charpentier) |

retour début de page

### XVIIIesiècle

#### Années 1700
| Année | Naissances                                                   | Décès                                                                      | Créations ou événements marquants                           |
| ----- | ------------------------------------------------------------ | -------------------------------------------------------------------------- | ----------------------------------------------------------- |
| 1700  | Michel Blavet (†1768) Giovanni Battista Sammartini? (†1775)  |                                                                            | Sonates bibliques (Kuhnau)                                  |
| 1701  | François Rebel (†1775)                                       |                                                                            | Second livre de pièces pour viole (Marais)                  |
| 1702  |                                                              | Nicolas Lebègue (*1631)                                                    | Judicium Salomnis (Marc-Antoine Charpentier)                |
| 1703  | Carl Heinrich Graun (†1759) Joseph-Hector Fiocco (†1741)     | Nicolas de Grigny (*1671) Gilles Jullien (*v. 1650 ou 1653)                |                                                             |
| 1704  | František Tůma (†1774)                                       | Georg Muffat (*1653) Marc-Antoine Charpentier (*1643)                      | Messe à deux chœurs et deux orchestres (Henry Desmarest)    |
| 1705  | Farinelli (†1782) Nicolas Chédeville (†1782)                 | Jean Gilles (*1669)                                                        | Opus no 1 de Vivaldi Almira, 1er opéra de Haendel           |
| 1706  | Baldassare Galuppi (†1785) Giovanni Battista Martini (†1784) | Jacques Boyvin (*entre 1649 et 1655) Johann Pachelbel (*1653)              | Premier livre de pièces de clavecin (Rameau)                |
| 1707  | Michel Corrette (†1795) Pietro Domenico Paradies (†1791)     | Nicolas Gigault (*1627) Dietrich Buxtehude (*1637) Jeremiah Clarke (*1674) | Dixit Dominus (Haendel)                                     |
| 1708  |                                                              | John Blow (*1649)                                                          | La Resurrezione (Haendel)                                   |
| 1709  |                                                              | Giuseppe Torelli (*1658)                                                   | Toccata et fugue en ré mineur (JS Bach) Agrippina (Haendel) |

retour début de page

#### Années 1710
| Année | Naissances | Décès                                                    | Créations ou événements marquants                                                                                      |
| ----- | --- | -------------------------------------------------------- | --- |
| 1710  | Wilhelm Friedemann Bach (†1784) Jean-Baptiste Pergolèse (†1736) Thomas Arne (†1778) Domenico Alberti ? (†1740) | Bernardo Pasquini (*1637)                                | Les Fêtes vénitiennes (Campra)                                                                                         |
| 1711  | Jean-Joseph Cassanéa de Mondonville (†1772) William Boyce (†1779)                                              | Johann Nikolaus Hanff (*1665)                            | L'estro armonico (Vivaldi) Rinaldo (Haendel)                                                                           |
| 1712  | John Stanley (†1786)                                                                                           | Joan Cabanilles (*1644) Friedrich Wilhelm Zachow (*1663) | Stabat Mater (Vivaldi) Idoménée (Campra)                                                                               |
| 1713  | Antoine Dauvergne (†1797)                                                                                      | Arcangelo Corelli (*1653)                                | Premier livre de pièces de clavecin (Couperin)                                                                         |
| 1714  | Carl Philipp Emanuel Bach (†1788) Christoph Willibald Gluck (†1787) Niccolò Jommelli (†1774)                   | Guillaume-Gabriel Nivers (*1632)                         | Concertos grossos op. 6 (Corelli)                                                                                      |
| 1715  | Jacques Duphly (†1789) Georg Christoph Wagenseil (†1777)                                                       |                                                          | Leçons de Ténèbres (Couperin)                                                                                          |
| 1716  | |                                                          | Passacaille et fugue en do mineur (JS Bach) Juditha triumphans (Vivaldi) Second livre de pièces de clavecin (Couperin) |
| 1717  | Johann Stamitz (†1757)                                                                                         |                                                          | Water Music (Haendel)                                                                                                  |
| 1718  | |                                                          | Il trionfo dell'onore (Scarlatti)                                                                                      |
| 1719  | Leopold Mozart (†1787)                                                                                         | André Raison (*avant 1650)                               | |

retour début de page

#### Années 1720
| Année | Naissances                                  | Décès                                                                                            | Créations ou événements marquants                                                                                   |
| ----- | ------------------------------------------- | ------------------------------------------------------------------------------------------------ | --- |
| 1720  |                                             |                                                                                                  | Les Suites pour violoncelle seul (JS Bach) Huit suites pour clavecin (Haendel)                                      |
| 1721  |                                             |                                                                                                  | Les Concertos brandebourgeois (JS Bach)                                                                             |
| 1722  | Jiří Antonín Benda (†1795)                  | Johann Kuhnau (*1663) Johann Adam Reinken (*1643)                                                | Le Clavier bien tempéré Livre 1 (JS Bach) Traité de l'harmonie réduite à ses principes naturels (Rameau)            |
| 1723  | Karl Friedrich Abel (†1787)                 |                                                                                                  | Livre de sonates pour violon (Leclair)                                                                              |
| 1724  | Claude Balbastre (†1799)                    |                                                                                                  | La Passion selon saint Jean (JS Bach) Giulio Cesare in Egitto (Haendel)                                             |
| 1725  |                                             | Alessandro Scarlatti (*1660)                                                                     | Les Quatre Saisons (Vivaldi) Gradus ad Parnassum, traité de JJ Fux                                                  |
| 1726  | François-André Danican dit Philidor (†1795) | Michel-Richard de Lalande (*1657) Domenico Zipoli (*1688) Antonio Maria Bononcini (*1677)        | Les Nations (Couperin)                                                                                              |
| 1727  |                                             | William Croft (*1678)                                                                            | Orlando furioso (Vivaldi) Zadok the Priest (Georg Friedrich Haendel)                                                |
| 1728  | Niccolò Piccinni (†1800)                    | Marin Marais (*1656)                                                                             | The Beggar's Opera (Pepusch) Concertos pour flûte, Opus 10 (Vivaldi) Troisième livre de pièces de clavecin (Rameau) |
| 1729  | Antonio Soler (†1783)                       | Élisabeth Jacquet de La Guerre (*1665) Johann David Heinichen (*1683) Jean-Joseph Mouret (*1682) | Passion selon saint Matthieu (JS Bach)                                                                              |

retour début de page

#### Années 1730
| Année | Naissances                                                   | Décès                                                            | Créations ou événements marquants                                                             |
| ----- | ------------------------------------------------------------ | ---------------------------------------------------------------- | --------------------------------------------------------------------------------------------- |
| 1730  |                                                              | Jean-Baptiste Lœillet (*1680) Leonardo Vinci (*1690)             | Quatrième livre de pièces de clavecin (Couperin)                                              |
| 1731  | Christian Cannabich (†1798)                                  | Bartolomeo Cristofori (*1655)                                    | Partitas pour clavier (achèvement du cycle) (JS Bach)                                         |
| 1732  | Joseph Haydn (†1809) Johann Christoph Friedrich Bach (†1795) | Louis Marchand (*1669)                                           | Sonates pour flûte traversière (Locatelli)                                                    |
| 1733  |                                                              | François Couperin (*1668) Georg Böhm (*1661)                     | Hippolyte et Aricie (Rameau) Orlando (Haendel)                                                |
| 1734  | François-Joseph Gossec (†1829)                               | Nicolas Bernier (*1665)                                          | Oratorio de Noël (JS Bach)                                                                    |
| 1735  | Johann Christian Bach (†1782)                                |                                                                  | Les Indes galantes (Rameau) Ariodante et Alcina (Haendel)                                     |
| 1736  |                                                              | Antonio Caldara (*1670) Jean-Baptiste Pergolèse (*1710)          | Alexander's Feast (Haendel)                                                                   |
| 1737  | Michael Haydn (†1806)                                        | Antonio Stradivari (*1644) Michel Pignolet de Montéclair (*1667) | Castor et Pollux (Rameau)                                                                     |
| 1738  | François Giroust (†1799)                                     | Jean-François Dandrieu (*1682)                                   | Essercizi per gravicembalo (Domenico Scarlatti) Serse (Haendel)                               |
| 1739  |                                                              | Benedetto Giacomo Marcello (*1686), Reinhard Keiser (*1674)      | Ode for St. Cecilia's Day et Israël en Égypte (Haendel) Les Fêtes d'Hébé et Dardanus (Rameau) |

retour début de page

#### Années 1740
| Année | Naissances                                   | Décès                                                                                                  | Créations ou événements marquants                                                                       |
| ----- | -------------------------------------------- | --- | --- |
| 1740  | Giovanni Paisiello (†1816)                   | Domenico Alberti (*1710 ?) Antonio Lotti (*1665) Vincent Lübeck (*1654)                                | Édition des Concertos grossos Opus 6 de Haendel                                                         |
| 1741  | André Grétry (†1813) Andrea Lucchesi (†1801) | Antonio Vivaldi (*1678) Johann Joseph Fux (*1660) Henry Desmarest (*1661)                              | Pièces de clavecin en concerts (Rameau)                                                                 |
| 1742  | Jean-Baptiste Krumpholtz (†1790)             | Evaristo Felice Dall'Abaco (*1675)                                                                     | Variations Goldberg (JS Bach) Le Messie (Haendel)                                                       |
| 1743  | Luigi Boccherini (†1805)                     | | Samson (Haendel)                                                                                        |
| 1744  |                                              | André Campra (*1660) Leonardo Leo (*1694)                                                              | Le Clavier bien tempéré Livre2, (JS Bach) Hercules, (Haendel) Belshazzar, (Haendel)                     |
| 1745  | Chevalier de Saint-George (†1799)            | Antoine Forqueray (*1671) Jan Dismas Zelenka (*1679) Tomaso Antonio Vitali (*1665 ?)                   | Platée (Rameau)                                                                                         |
| 1746  |                                              | Johann Caspar Ferdinand Fischer (*1656)                                                                | Scylla et Glaucus (Jean-Marie Leclair)                                                                  |
| 1747  |                                              | Jean-Féry Rebel (*1666) Giovanni Bononcini (*1670) Alessandro Marcello (*1669)                         | L'Offrande musicale (JS Bach)                                                                           |
| 1748  | Christian Gottlob Neefe (†1798)              | Johann Gottfried Walther (*1684) Francesco Manfredini (*1680 ?)                                        | Pièces de clavecin avec voix ou violon (Mondonville) Pygmalion (Rameau)                                 |
| 1749  | Domenico Cimarosa (†1801)                    | Louis-Nicolas Clérambault (*1676) Francesco Antonio Bonporti (*1672) André Cardinal Destouches (*1672) | L'Art de la fugue (JS Bach) Stabat Mater (Pergolèse) Royal Fireworks Music (Haendel) Zoroastre (Rameau) |

retour début de page

#### Années 1750
| Année | Naissances                                                     | Décès | Créations ou événements marquants                                   |
| ----- | -------------------------------------------------------------- | --- | ------------------------------------------------------------------- |
| 1750  | Antonio Salieri (†1825)                                        | Jean-Sébastien Bach (*1685) Sylvius Leopold Weiss (*1686) Francesco Maria Veracini (*1690)                        | Magnificat (CPE Bach)                                               |
| 1751  | Bartolomeo Campagnoli (†1827)                                  | Tomaso Albinoni (*1671) Pierre Du Mage (*1674 ?)                                                                  |                                                                     |
| 1752  | Muzio Clementi (†1832)                                         | Johann Christoph Pepusch (*1667)                                                                                  | Début de la Querelle des Bouffons Le Devin du village (JJ Rousseau) |
| 1753  | Nicolas Dalayrac (†1809)                                       | | Lettre sur la musique française (JJ Rousseau)                       |
| 1754  |                                                                | | Le philosophe de campagne, opéra de (Galuppi)                       |
| 1755  | Giovanni Battista Viotti (†1824)                               | Joseph Bodin de Boismortier (*1689) Francesco Durante (*1684) Azzolino della Ciaja (*1671) Maurice Greene (*1696) |                                                                     |
| 1756  | Wolfgang Amadeus Mozart (†1791) Johann Christoph Vogel (†1788) | |                                                                     |
| 1757  | Ignace Joseph Pleyel (†1831)                                   | Domenico Scarlatti (*1685) Johann Stamitz (*1717)                                                                 | Anacréon (Rameau et Gentil-Bernard) 12 Noëls variés (Daquin)        |
| 1758  |                                                                | Johann Friedrich Fasch (*1688) François d'Agincourt (*1684)                                                       |                                                                     |
| 1759  | François Devienne (†1803) Maria Theresia von Paradis (†1824)   | Georg Friedrich Haendel (*1685)                                                                                   |                                                                     |

retour début de page

#### Années 1760
| Année | Naissances                                                                     | Décès | Créations ou événements marquants             |
| ----- | ------------------------------------------------------------------------------ | --- | --------------------------------------------- |
| 1760  | Luigi Cherubini (†1842) Jan Ladislav Dussek (†1812)                            | Christoph Graupner (*1683) Ernst Gottlieb Baron (*1696)                                                   | Grande Messe des Morts (Gossec)               |
| 1761  |                                                                                | | Symphonies Le Matin, Le Midi, Le Soir (Haydn) |
| 1762  |                                                                                | Francesco Geminiani (*1687)                                                                               | Orfeo ed Euridice, opéra de Gluck             |
| 1763  | Simon Mayr (†1845) Étienne Nicolas Méhul (†1817) Michel-Joseph Gebauer (†1812) | Jacques-Martin Hotteterre (*1673) Giovanni Benedetto Platti (*1697)                                       | Requiem (Hasse)                               |
| 1764  |                                                                                | Jean-Philippe Rameau (*1683) Pietro Locatelli (*1695) Jean-Marie Leclair (*1697) Johann Mattheson (*1681) | Symphonie Le Philosophe (Haydn)               |
| 1765  |                                                                                | Johann Melchior Molter (*1696) Carlo Tessarini (*1690)                                                    | Création des concerts Abel-Bach à Londres     |
| 1766  | Rodolphe Kreutzer (†1831)                                                      | Unico Wilhelm van Wassenaer (*1692)                                                                       | Missa Sanctæ Cæciliæ (Haydn)                  |
| 1767  |                                                                                | Georg Philipp Telemann (*1681) Johann Schobert (*v. 1735)                                                 | Alceste, opéra de Gluck                       |
| 1768  |                                                                                | Nicola Porpora (*1686) Francesco Maria Veracini (*1690)                                                   | 4e livre de clavecin (Duphly)                 |
| 1769  |                                                                                | | La finta semplice (Mozart)                    |

retour début de page

#### Années 1770
| Année | Naissances                                         | Décès                                                                   | Créations ou événements marquants              |
| ----- | -------------------------------------------------- | ----------------------------------------------------------------------- | ---------------------------------------------- |
| 1770  | Ludwig van Beethoven (†1827)                       | Gottlieb Muffat (*1690) Giuseppe Tartini (*1692)                        | 6 quatuors opus 9 (Haydn)                      |
| 1771  | Ferdinando Paër (†1839)                            |                                                                         | Quintette à cordes en mi majeur (Boccherini)   |
| 1772  |                                                    | Jean-Joseph Cassanéa de Mondonville (*1711) Louis-Claude Daquin (*1694) | 6 quatuors opus 20 (Haydn)                     |
| 1773  |                                                    | Johann Joachim Quantz (*1697)                                           | Les quatuors "Milanais" et "Viennois" (Mozart) |
| 1774  | Gaspare Spontini (†1851)                           | Niccolò Jommelli (*1714)                                                | Iphigénie en Aulide, opéra de (Gluck)          |
| 1775  | François-Adrien Boieldieu (†1834)                  | Giovanni Battista Sammartini (*1700 ?)                                  | Les 5 concertos pour violon (Mozart)           |
| 1776  | Ernst Theodor Amadeus Hoffmann (†1822)             |                                                                         | Sérénade Haffner (Mozart)                      |
| 1777  |                                                    | Georg Christoph Wagenseil (*1715)                                       | Concerto pour piano "Jeunehomme" (Mozart)      |
| 1778  | Johann Nepomuk Hummel (†1837) Fernando Sor (†1839) | Thomas Arne (*1710)                                                     | Inauguration de la Scala de Milan              |
| 1779  |                                                    | Tommaso Traetta (*1727) William Boyce (*1711)                           | Iphigénie en Tauride, opéra de (Gluck)         |

retour début de page

#### Années 1780
| Année | Naissances                                                               | Décès                                                            | Créations ou événements marquants                                                                                |
| ----- | ------------------------------------------------------------------------ | ---------------------------------------------------------------- | --- |
| 1780  |                                                                          |                                                                  | Quatuors opus 32 et Quintette (Boccherini)                                                                       |
| 1781  | Mauro Giuliani (†1829)                                                   |                                                                  | Les 6 quatuors "russes" (Haydn)                                                                                  |
| 1782  | Niccolò Paganini (†1840) John Field (†1837) Jacques Féréol Mazas (†1849) | Johann Christian Bach (*1735)                                    | L'Enlèvement au sérail (Mozart)                                                                                  |
| 1783  |                                                                          | Johann Adolf Hasse (*1699) Antonio Soler (*1729)                 | 35e et 36e symphonies (Mozart)                                                                                   |
| 1784  | Louis Spohr (†1859) George Onslow (†1853)                                | Wilhelm Friedemann Bach (*1710)                                  | Quatuor no 17 "La chasse" (Mozart)                                                                               |
| 1785  | Alexandre-Pierre-François Boëly (†1858)                                  | Baldassare Galuppi (*1706)                                       | Les Sept Dernières Paroles du Christ en croix (Joseph Haydn) 21e concerto pour piano « Elvira Madigan » (Mozart) |
| 1786  | Carl Maria von Weber (†1826)                                             | John Stanley (*1712)                                             | Les Noces de Figaro, 38e symphonie « Prague » (Mozart)                                                           |
| 1787  |                                                                          | Christoph Willibald Gluck (*1714) François Francœur (*1698)      | Don Giovanni (Mozart)                                                                                            |
| 1788  |                                                                          | Carl Philipp Emanuel Bach (*1714) Johann Christoph Vogel (*1756) | 41e symphonie « Jupiter » (Mozart)                                                                               |
| 1789  | Maria Szymanowska (†1831)                                                | François-Xavier Richter (*1709) Jacques Duphly (*1715)           | Quintette pour clarinette (Mozart)                                                                               |

retour début de page

#### Années 1790
| Année | Naissances                                       | Décès                                                            | Créations ou événements marquants          |
| ----- | ------------------------------------------------ | ---------------------------------------------------------------- | ------------------------------------------ |
| 1790  |                                                  |                                                                  | Così fan tutte (Mozart)                    |
| 1791  | Giacomo Meyerbeer (†1864)                        | Wolfgang Amadeus Mozart (*1756) Pietro Domenico Paradisi (*1707) | La Flûte enchantée, et le Requiem (Mozart) |
| 1792  | Gioachino Rossini (†1868)                        |                                                                  | Symphonies londoniennes (Haydn)            |
| 1793  |                                                  | Pascal Taskin (*1723 ?)                                          |                                            |
| 1794  | Ignaz Moscheles (†1870)                          |                                                                  | Symphonies londoniennes (Haydn)            |
| 1795  | Saverio Mercadante (†1870)                       | Johann Christoph Friedrich Bach (*1732)                          | Premières sonates pour piano (Beethoven)   |
| 1796  | Franz Berwald (†1868)                            |                                                                  | Missa in tempore belli (Haydn)             |
| 1797  | Franz Schubert (†1828) Gaetano Donizetti (†1848) | Antoine Dauvergne (*1713)                                        | Médée (Cherubini)                          |
| 1798  |                                                  | Christian Cannabich (*1731)                                      | La Création (Haydn)                        |
| 1799  | Fromental Halévy (†1862)                         |                                                                  | Sonate "Pathétique" (Beethoven)            |

retour début de page

### XIXesiècle

#### Années 1800
| Année | Naissances                                    | Décès                                              | Créations ou événements marquants   |
| ----- | --------------------------------------------- | -------------------------------------------------- | ----------------------------------- |
| 1800  |                                               |                                                    | Le Calife de Bagdad (Boieldieu)     |
| 1801  | Vincenzo Bellini (†1835)                      | Domenico Cimarosa (*1749), Andrea Lucchesi (*1741) | Sonate au clair de lune (Beethoven) |
| 1802  | Charles-Auguste de Bériot (†1870)             |                                                    |                                     |
| 1803  | Hector Berlioz (†1869) Adolphe Adam (†1856)   | François Devienne (*1759)                          |                                     |
| 1804  | Johann Strauss (†1849) Mikhaïl Glinka (†1857) |                                                    | Sonate Appassionata (Beethoven)     |
| 1805  | Napoléon Coste (†1883)                        | Luigi Boccherini (*1743)                           | Symphonie no 3 (Beethoven)          |
| 1806  |                                               | Michael Haydn (*1737)                              |                                     |
| 1807  |                                               |                                                    |                                     |
| 1808  | Henri de Ruolz (†1887)                        |                                                    | 5e et 6e symphonie (Beethoven)      |
| 1809  | Felix Mendelssohn (†1847)                     | Joseph Haydn (*1732)                               | Symphonie à 17 parties (Gossec)     |

retour début de page

#### Années 1810
| Année | Naissances                                                                   | Décès                         | Créations ou événements marquants                   |
| ----- | ---------------------------------------------------------------------------- | ----------------------------- | --------------------------------------------------- |
| 1810  | Frédéric Chopin (†1849) Robert Schumann (†1856)                              |                               |                                                     |
| 1811  | Franz Liszt (†1886)                                                          |                               | Concerto « L'Empereur » (Beethoven)                 |
| 1812  | Jean-Baptiste Singelée (†1875)                                               |                               | 7e et 8e symphonie (Beethoven)                      |
| 1813  | Richard Wagner (†1883) Giuseppe Verdi (†1901) Charles-Valentin Alkan (†1888) | André Grétry (*1741)          | L'Italiana in Algeri (Rossini)                      |
| 1814  |                                                                              |                               | Fidelio (Beethoven) Il Turco in Italia (Rossini)    |
| 1815  | Heinrich Ernst Kayser (†1883)                                                |                               | Le Roi des aulnes (Schubert)                        |
| 1816  | Joseph Poniatowski (†1873)                                                   |                               | Le Barbier de Séville (Rossini) Requiem (Cherubini) |
| 1817  | Charles Dancla (†1907)                                                       | Étienne Nicolas Méhul (*1763) | La Cenerentola (Rossini) La Pie voleuse (Rossini)   |
| 1818  | Charles Gounod (†1893) Henry Litolff (†1891)                                 |                               |                                                     |
| 1819  | Jacques Offenbach (†1880) Franz Abt (†1885) Clara Schumann (†1896)           |                               | La Truite (Schubert) Invitation à la danse (Weber)  |

retour début de page

#### Années 1820
| Année | Naissances                                                           | Décès                                             | Créations ou événements marquants                                                           |
| ----- | -------------------------------------------------------------------- | ------------------------------------------------- | ------------------------------------------------------------------------------------------- |
| 1820  |                                                                      |                                                   |                                                                                             |
| 1821  |                                                                      |                                                   | Der Freischütz (von Weber)                                                                  |
| 1822  | César Franck (†1890)                                                 |                                                   | Symphonie inachevée (Schubert)                                                              |
| 1823  | Édouard Lalo (†1892)                                                 |                                                   | Variations Diabelli et Missa solemnis (Beethoven) Semiramide (Rossini)                      |
| 1824  | Bedřich Smetana (†1884) Anton Bruckner (†1896) Carl Reinecke (†1910) |                                                   | 9e symphonie (Beethoven) La Jeune Fille et la Mort (Schubert)                               |
| 1825  | Johann Strauss II (†1899)                                            | Antonio Salieri (*1750)                           | La Dame blanche (Boieldieu)                                                                 |
| 1826  |                                                                      | Carl Maria von Weber (*1786), Franz Danzi (*1763) | Symphonie no 9 (La Grande) (Schubert) Ein Sommernachtstraum (Mendelssohn)                   |
| 1827  |                                                                      | Ludwig van Beethoven (*1770)                      |                                                                                             |
| 1828  |                                                                      | Franz Schubert (*1797)                            | Le Comte Ory (Rossini)                                                                      |
| 1829  | Anton Rubinstein (†1894)                                             | François-Joseph Gossec (*1734)                    | Guillaume Tell (Rossini) Felix Mendelssohn dirige la Passion selon saint Matthieu (JS Bach) |

retour début de page

#### Années 1830
| Année | Naissances                                                                                               | Décès                                                                          | Créations ou événements marquants                                                        |
| ----- | --- | ------------------------------------------------------------------------------ | ---------------------------------------------------------------------------------------- |
| 1830  | |                                                                                | Symphonie fantastique (Berlioz) Anna Bolena (Donizetti)                                  |
| 1831  | | Franz Krommer (*1759) Ignace Joseph Pleyel (*1757) Maria Szymanowska (*1789)   | Norma (Bellini) Zampa (Herold)                                                           |
| 1832  | Charles Lecocq (†1918)                                                                                   | Muzio Clementi (*1752)                                                         | Stabat Mater (Rossini) L'elisir d'amore (Donizetti)                                      |
| 1833  | Johannes Brahms (†1897) Alexandre Borodine (†1887) Franz Wohlfahrt (†1884) Jean-Baptiste Accolay (†1900) | Ferdinand Hérold (*1791)                                                       | Symphonie italienne (Mendelssohn) Lucrezia Borgia (Donizetti)                            |
| 1834  | | François-Adrien Boieldieu (*1775)                                              |                                                                                          |
| 1835  | Camille Saint-Saëns (†1921)                                                                              | Vincenzo Bellini (*1801)                                                       | I puritani (Bellini) Lucia di Lammermoor (Donizetti) La Juive (Fromental Halévy)         |
| 1836  | Léo Delibes (†1891)                                                                                      | Antoine Reicha (*1770)                                                         | Le Postillon de Lonjumeau (Adam) Les Huguenots (Meyerbeer) Une vie pour le tsar (Glinka) |
| 1837  | Mili Balakirev(†1910) Alexandre Guilmant (†1911) Émile Waldteufel(†1915)                                 | Johann Nepomuk Hummel (*1778) Jean-François Lesueur (*1760) John Field (*1782) | Requiem (Berlioz)                                                                        |
| 1838  | Georges Bizet (†1875) Max Bruch (†1920)                                                                  | Lorenzo Da Ponte (*1749)                                                       | Benvenuto Cellini (Berlioz)                                                              |
| 1839  | Modeste Moussorgski (†1881)                                                                              | Fernando Sor (*1778)                                                           |                                                                                          |

retour début de page

#### Années 1840
| Année | Naissances                                                                        | Décès                                          | Créations ou événements marquants |
| ----- | --------------------------------------------------------------------------------- | ---------------------------------------------- | --- |
| 1840  | Piotr Ilitch Tchaïkovski (†1893) Oskar Rieding (†1918)                            | Niccolò Paganini (*1782)                       | La Fille du régiment (Donizetti) |
| 1841  | Antonín Dvořák (†1904) Emmanuel Chabrier (†1894) Stephen Adams (†1913)            |                                                | Giselle (Adam) |
| 1842  | Jules Massenet (†1912) Arthur Sullivan (†1900)                                    | Luigi Cherubini (*1760)                        | Nabucco (Verdi) Rouslan et Ludmila (Glinka) Rienzi (Wagner) |
| 1843  | Edvard Grieg (†1907)                                                              |                                                | Don Pasquale (Donizetti) Der fliegende Holländer (Le Hollandais volant ou Le Vaisseau fantôme) (Wagner) Le Songe d'une nuit d'été (Mendelssohn) Polonaise (Chopin) |
| 1844  | Nikolaï Rimski-Korsakov (†1908) Charles-Marie Widor (†1937) Eugène Gigout (†1925) |                                                | |
| 1845  | Gabriel Fauré (†1924)                                                             |                                                | Tannhäuser (Wagner) |
| 1846  |                                                                                   |                                                | La Damnation de Faust (Berlioz) Le saxophone (Adolphe Sax) |
| 1847  |                                                                                   | Felix Mendelssohn (*1809)                      | Macbeth (Verdi) |
| 1848  | Robert Planquette (†1903) Fritz Seitz (†1918)                                     | Gaetano Donizetti (*1797)                      | |
| 1849  | Benjamin Godard (†1895)                                                           | Frédéric Chopin (*1810) Johann Strauss (*1804) | |

retour début de page

#### Années 1850
| Année | Naissances                                                    | Décès                                        | Créations ou événements marquants                                |
| ----- | ------------------------------------------------------------- | -------------------------------------------- | ---------------------------------------------------------------- |
| 1850  | Hans Sitt (†1922) Xaver Scharwenka (†1924)                    |                                              | Lohengrin (Richard Wagner)                                       |
| 1851  | Vincent d'Indy (†1931)                                        |                                              | Symphonie "Rhénane" (Robert Schumann) Rigoletto (Verdi)          |
| 1852  |                                                               |                                              | Si j'étais roi (Adam)                                            |
| 1853  | André Messager (†1929)                                        | George Onslow (*1784)                        | Le Trouvère et La traviata (Verdi)                               |
| 1854  | Leoš Janáček (†1928) Moritz Moszkowski (†1925)                |                                              |                                                                  |
| 1855  | Ernest Chausson (†1899)                                       |                                              | Symphonie en ut majeur (Bizet)                                   |
| 1856  |                                                               | Adolphe Adam (*1803) Robert Schumann (*1810) |                                                                  |
| 1857  | Edward Elgar (†1934)                                          | Carl Czerny (*1791) Mikhaïl Glinka (*1804)   | Faust-Symphonie (Liszt)                                          |
| 1858  | Giacomo Puccini (†1924) Ethel Smyth (†1944) Hans Rott (†1884) | Anton Diabelli (*1781)                       | Orphée aux Enfers (Offenbach)                                    |
| 1859  |                                                               | Louis Spohr (*1784)                          | Faust (Gounod) Premier concerto pour piano en ré mineur (Brahms) |

retour début de page

#### Années 1860
| Année | Naissances                                                                                           | Décès                                           | Créations ou événements marquants                                                                                        |
| ----- | --- | ----------------------------------------------- | --- |
| 1860  | Gustav Mahler (†1911) Isaac Albéniz (†1909) Hugo Wolf (†1903) Ignacy Paderewski (†1941)              |                                                 | |
| 1861  | Anton Arenski (†1906)                                                                                |                                                 | Mephisto-Valse (Liszt)                                                                                                   |
| 1862  | Claude Debussy (†1918)                                                                               | Fromental Halévy (*1799)                        | La Force du destin (Verdi)                                                                                               |
| 1863  | Gabriel Pierné (†1937)                                                                               |                                                 | Les Troyens (Berlioz) Les Pêcheurs de perles (Bizet)                                                                     |
| 1864  | Richard Strauss (†1949) Guy Ropartz (†1955)                                                          | Giacomo Meyerbeer (*1791)                       | |
| 1865  | Jean Sibelius (†1957) Paul Dukas (†1935) Alexandre Glazounov (†1936) Albéric Magnard (†1914)         |                                                 | Tristan und Isolde (Wagner)                                                                                              |
| 1866  | Francesco Cilea (†1950) Erik Satie (†1925) Louis Abbiate (†1933)                                     |                                                 | La Vie parisienne (Offenbach)                                                                                            |
| 1867  | Enrique Granados (†1916) Charles Koechlin (†1950) Arturo Toscanini (†1957) Ferdinand Küchler (†1937) |                                                 | Roméo et Juliette (Gounod) Don Carlos (Verdi) Le Beau Danube bleu (Strauss II) Une nuit sur le mont Chauve (Moussorgski) |
| 1868  | Scott Joplin (†1917)                                                                                 | Gioachino Rossini (*1792) Franz Berwald (*1796) | Die Meistersinger von Nürnberg (Wagner) La Périchole (Offenbach) Un requiem allemand (Brahms)                            |
| 1869  | Albert Roussel (†1937)                                                                               | Hector Berlioz (*1803)                          | L'Or du Rhin (Wagner) Concerto pour piano (Grieg)                                                                        |

retour début de page

#### Années 1870
| Année | Naissances                                                                                     | Décès                                                                                | Créations ou événements marquants                                                                               |
| ----- | ---------------------------------------------------------------------------------------------- | ------------------------------------------------------------------------------------ | --- |
| 1870  | Franz Lehár (†1948) Florent Schmitt (†1958) Guillaume Lekeu (†1894) Charles Tournemire (†1939) | Saverio Mercadante (*1795) Ignaz Moscheles (*1794) Charles-Auguste de Bériot (*1802) | La Walkyrie (Wagner) Inauguration du Musikverein de Vienne (6 janvier 1870) Coppélia (Delibes)                  |
| 1871  | Alexander von Zemlinsky (†1942)                                                                | Daniel-François-Esprit Auber (*1782)                                                 | Aida (Verdi) |
| 1872  | Hugo Alfvén († 1960) Alexandre Scriabine (†1915) Ralph Vaughan Williams (†1958)                | Michele Carafa (*1787)                                                               | L'Arlésienne (Bizet) La Fille de madame Angot (Lecocq)                                                          |
| 1873  | Max Reger (†1916) Sergueï Rachmaninov (†1943)                                                  | Joseph Poniatowski (*1816)                                                           | Symphonie no 2 (Tchaïkovski)                                                                                    |
| 1874  | Arnold Schönberg (†1951) Charles Ives (†1954)                                                  | Friedrich Burgmüller (*1806)                                                         | Boris Godounov et Tableaux d'une exposition (Moussorgski) Symphonie espagnole (Lalo)                            |
| 1875  | Maurice Ravel (†1937) Henry Février (†1957)                                                    | Georges Bizet (*1838)                                                                | Carmen (Bizet) Inauguration de l'Opéra de Paris                                                                 |
| 1876  | Manuel de Falla (†1946) Pablo Casals (†1973)                                                   | Félicien David (*1810)                                                               | Siegfried et Crépuscule des dieux (Wagner) 1re symphonie (Brahms) Peer Gynt (Grieg) Nikola Šubić Zrinski (Zajc) |
| 1877  | Alfred Cortot (†1962)                                                                          | Vincenzo Fioravanti (*1799)                                                          | Le Lac des cygnes (Tchaïkovski) Les Cloches de Corneville (Planquette)                                          |
| 1878  | Gabriel Dupont (†1914)                                                                         | Salvatore Agnelli (*1817)                                                            | Danses slaves (Dvořák)                                                                                          |
| 1879  | Cyril Scott (†1970) Jean Cras (†1932) Adolf Wiklund (†1950)                                    | Alphonse Thys (*1807)                                                                | Les Béatitudes (Franck)                                                                                         |

retour début de page

#### Années 1880
| Année | Naissances                                                    | Décès                                             | Créations ou événements marquants                          |
| ----- | ------------------------------------------------------------- | ------------------------------------------------- | ---------------------------------------------------------- |
| 1880  | Jacques Thibaud (†1953) Zequinha de Abreu (†1935)             | Jacques Offenbach (*1819)                         | Dans les steppes de l'Asie centrale (Borodine)             |
| 1881  | Béla Bartók (†1945) Paul Le Flem (†1984)                      | Modeste Moussorgski (*1839)                       | 4e symphonie (Bruckner)                                    |
| 1882  | Igor Stravinsky (†1971) Zoltán Kodály (†1967)                 | Guglielmo Quarenghi (*1826)                       | Parsifal (Wagner)                                          |
| 1883  | Anton Webern (†1945) Edgard Varèse (†1965) Arnold Bax (†1953) | Richard Wagner (*1813) Napoléon Coste (*1805)     | Lakmé (Delibes) Jeux d'eau à la Ville d'Este (Liszt)       |
| 1884  | Marguerite Béclard d'Harcourt (†1964)                         | Bedřich Smetana (*1824) Hans Rott (*1858)         | 7e symphonie (Bruckner)                                    |
| 1885  | Alban Berg (†1935)                                            | Franz Abt (*1819)                                 | 4e symphonie (Brahms)                                      |
| 1886  | Marcel Dupré (†1971) Wilhelm Furtwängler (†1954)              | Franz Liszt (*1811)                               | Symphonie no 3 avec orgue (Saint-Saëns)                    |
| 1887  | Heitor Villa-Lobos (†1959) Nadia Boulanger (†1979)            | Alexandre Borodine (*1833) Henri de Ruolz (°1808) | Otello (Verdi)                                             |
| 1888  | Louis Durey (†1979)                                           | Charles-Valentin Alkan (*1813)                    | Shéhérazade (Rimski-Korsakov)                              |
| 1889  | Armstrong Gibbs (†1960)                                       | Giovanni Bottesini (*1821)                        | Don Juan (Richard Strauss) Symphonie en ré mineur (Franck) |

retour début de page

#### Années 1890
| Année | Naissances                                                                  | Décès                                                   | Créations ou événements marquants                                                                                       |
| ----- | --------------------------------------------------------------------------- | ------------------------------------------------------- | --- |
| 1890  | Frank Martin (†1974) Bohuslav Martinů (†1959)                               | César Franck (*1822)                                    | La Dame de pique (Tchaïkovski)                                                                                          |
| 1891  | Sergueï Prokofiev (†1953)                                                   | Léo Delibes (*1836) Henry Litolff (*1818)               | Symphonie en si bémol majeur (Chausson)                                                                                 |
| 1892  | Darius Milhaud (†1974) Arthur Honegger (†1955) Germaine Tailleferre (†1983) | Édouard Lalo (*1823)                                    | Casse-Noisette (Tchaïkovski)                                                                                            |
| 1893  | Jean Absil (†1974) Federico Mompou (†1987) Lili Boulanger (†1918)           | Charles Gounod (*1818) Piotr Ilitch Tchaïkovski (*1840) | Symphonie du nouveau monde (Dvořák) Symphonie « Pathétique » (Tchaïkovski) Manon Lescaut (Puccini)                      |
| 1894  | Walter Piston (†1976)                                                       | Emmanuel Chabrier (*1841) Guillaume Lekeu (*1870)       | Prélude à l'Après-midi d'un faune (Debussy) Fondation de la Schola Cantorum de Paris                                    |
| 1895  | Carl Orff (†1982) Paul Hindemith (†1963)                                    | Franz von Suppé (*1819) Benjamin Godard (*1849)         | Till l'Espiègle (Strauss)                                                                                               |
| 1896  | Jean Rivier (†1987) Werner R. Heymann (†1961) Walter Abendroth (†1973)      | Anton Bruckner (*1824) Clara Schumann (*1819)           | La Bohème (Puccini) Ainsi parlait Zarathoustra (Strauss)                                                                |
| 1897  | Oscar Lorenzo Fernández (†1948)                                             | Johannes Brahms (*1833)                                 | L'Apprenti sorcier (Dukas)                                                                                              |
| 1898  | George Gershwin (†1937)                                                     | Louis Théodore Gouvy (*1819)                            | Véronique (Messager) |
| 1899  | Francis Poulenc (†1963) Georges Auric (†1983)                               | Johann Strauss II (*1825) Ernest Chausson (*1855)       | La Nuit transfigurée (Schönberg) Finlandia (Sibelius) Variations Enigma (Elgar) Pavane pour une infante défunte (Ravel) |

retour début de page

### XXesiècle

#### Années 1900
| Année | Naissances                                                                                        | Décès                                       | Créations ou événements marquants                                                    |
| ----- | ------------------------------------------------------------------------------------------------- | ------------------------------------------- | ------------------------------------------------------------------------------------ |
| 1900  | Kurt Weill (†1950) Henry Barraud (†1997)                                                          | Louis Deffès (*1819)                        | Tosca (Puccini) Louise (G. Charpentier)                                              |
| 1901  | Joaquín Rodrigo (†1999)                                                                           | Giuseppe Verdi (*1813)                      | Pomp and Circumstance (Elgar)                                                        |
| 1902  | William Walton (†1983) Maurice Duruflé (†1986)                                                    | Filippo Marchetti (*1831)                   | Pelléas et Mélisande (Debussy)                                                       |
| 1903  | Aram Khatchatourian (†1978) Vladimir Horowitz (†1989) Claudio Arrau (†1991) Rudolf Serkin (†1991) | Hugo Wolf (*1860) Robert Planquette (*1848) | Quatuor à cordes (Ravel)                                                             |
| 1904  | Goffredo Petrassi (†2003)                                                                         | Antonín Dvořák (*1841)                      | Sinfonia Domestica (Strauss)                                                         |
| 1905  | André Jolivet (†1974) Eugène Bozza (†1991) Giacinto Scelsi (†1988)                                |                                             | La Mer (Debussy) La Veuve joyeuse (Franz Lehár)                                      |
| 1906  | Dmitri Chostakovitch (†1975)                                                                      | Luigi Ricci-Stolz (*1852)                   | Madame Butterfly (Puccini)                                                           |
| 1907  | Sándor Veress (†1992)                                                                             | Edvard Grieg (*1843)                        | Symphonie no 3 (Sibelius)                                                            |
| 1908  | Olivier Messiaen (†1992) Herbert von Karajan (†1989) Jean Coulthard (†2000)                       | Nikolaï Rimski-Korsakov (*1844)             | Gaspard de la nuit (Ravel) Reprise d'Hippolyte et Aricie (Rameau) à l'Opéra de Paris |
| 1909  |                                                                                                   | Isaac Albéniz (*1860)                       | Symphonie no 9 (Gustav Mahler) Monna Vanna (Février)                                 |

retour début de page

#### Années 1910
| Année | Naissances                                                                                      | Décès                                                                | Créations ou événements marquants |
| ----- | ----------------------------------------------------------------------------------------------- | -------------------------------------------------------------------- | --- |
| 1910  | Samuel Barber (†1981) Pierre Schaeffer (†1995)                                                  | Mili Balakirev (*1837)                                               | L'Oiseau de feu (Igor Stravinsky) Symphonie no 8 dite des mille (Gustav Mahler). La fanciulla del West (Puccini)                                                 |
| 1911  | Gian Carlo Menotti (†2007) Nino Rota (†1979) Bernard Herrmann (†1975) Jehan Alain (†1940)       | Gustav Mahler (*1860) Alexandre Guilmant (*1837)                     | Petrouchka (Igor Stravinsky) Der Rosenkavalier (Strauss) Le Château de Barbe-Bleue (Bartók) Valses nobles et sentimentales (Ravel) Le Chant de la terre (Mahler) |
| 1912  | John Cage (†1992)                                                                               | Jules Massenet (*1842)                                               | Daphnis et Chloé (Ravel) Pierrot lunaire (Schönberg) |
| 1913  | Benjamin Britten (†1976) Maurice Ohana (†1993) Witold Lutosławski (†1994) Irène Joachim (†2001) | Stephen Adams (*1841);                                               | Le Sacre du printemps (Stravinsky) Le Festin de l'araignée (Roussel) Jeux (ballet) (Debussy) Pénélope (Fauré)                                                    |
| 1914  | Carlo Maria Giulini (†2005)                                                                     | Albéric Magnard (*1865) Gabriel Dupont (*1878)                       | Trois poèmes de Mallarmé (Ravel) |
| 1915  | Marcel Landowski (†1999) Elisabeth Schwarzkopf (†2006)                                          | Alexandre Scriabine (*1872)                                          | L'Amour sorcier (de Falla) |
| 1916  | Alberto Ginastera (†1983) Henri Dutilleux (†2013) Yehudi Menuhin (†1999)                        | Enrique Granados (*1867)                                             | Le Prince de bois de Bartók |
| 1917  | Richard Arnell (†2009)                                                                          | Scott Joplin (*1868)                                                 | Parade (Cocteau et Satie) |
| 1918  | Leonard Bernstein (†1990)                                                                       | Claude Debussy (*1862) Lili Boulanger (*1893) Charles Lecocq (*1832) | Le Château de Barbe-Bleue (Bartók) Sonate pour violoncelle seul (Kodály)                                                                                         |
| 1919  | Niels Viggo Bentzon (†2000)                                                                     | Ruggero Leoncavallo (*1858)                                          | Le Bœuf sur le toit (Milhaud) L'Oiseau de feu (Stravinsky) Le Tricorne (de Falla)                                                                                |

retour début de page

#### Années 1920
| Année | Naissances                                                                    | Décès                                                                  | Créations ou événements marquants |
| ----- | ----------------------------------------------------------------------------- | ---------------------------------------------------------------------- | --- |
| 1920  | Isaac Stern (†2001) Jacques Lancelot (†2009)                                  | Vladimir Rebikov (*1866)                                               | La Valse (Ravel) |
| 1921  | Giuseppe Di Stefano (†2008)                                                   | Camille Saint-Saëns (*1835) Enrico Caruso (*1873)                      | Pacific 231 (Honegger) L'Amour des trois oranges (Prokofiev)                                                                         |
| 1922  | Iannis Xenakis (†2001) Renata Tebaldi (†2004) Elmer Bernstein (†2004)         | Heinrich Reinhardt (*1865)                                             | Symphonie no 5 (Nielsen) |
| 1923  | György Ligeti (†2006) Maria Callas (†1977)                                    | Asger Hamerik (*1843)                                                  | La Création du monde (Milhaud) |
| 1924  | Luigi Nono (†1990) János Starker (†2013)                                      | Giacomo Puccini (*1858) Gabriel Fauré (*1845) Xaver Scharwenka (*1850) | Rhapsody in Blue (Gershwin) Les Biches (Poulenc) Symphonie no 7 (Sibelius) Tzigane (Ravel)                                           |
| 1925  | Luciano Berio (†2003) André Boucourechliev (†1997) Pierre Boulez (†2016)      | Eugène Gigout (*1854) Erik Satie (*1866)                               | L'Enfant et les Sortilèges (Ravel)                                                                                                   |
| 1926  | Marcello Abbado Hans Werner Henze (†2012)                                     | Émile Paladilhe (*1844)                                                | Háry János (Kodály) Tapiola (Sibelius) Sinfonietta, Messe glagolitique (Janáček) Turandot (Puccini) Le Mandarin merveilleux (Bartók) |
| 1927  | Mstislav Rostropovitch (†2007) Régine Crespin (†2007)                         | Paul Lacombe (*1837)                                                   | Concert pour petit orchestre (Roussel)                                                                                               |
| 1928  | Karlheinz Stockhausen (†2007) Gustav Leonhardt (†2012) Christa Ludwig (†2021) | Leoš Janáček (*1854)                                                   | Boléro (Ravel) Un Américain à Paris (Gershwin) L'Opéra de quat'sous (Weill)                                                          |
| 1929  | Jerry Goldsmith (†2004) Bernard Haitink (†2021)                               | André Messager (*1853)                                                 | Concert champêtre (Poulenc) |

retour début de page

#### Années 1930
| Année | Naissances                                          | Décès | Créations ou événements marquants                                                                                 |
| ----- | --------------------------------------------------- | --- | --- |
| 1930  | Carlos Kleiber (†2004)                              | Riccardo Drigo *1846) | Symphonie no 3 de Roussel (Roussel) Le Nez (Chostakovitch)                                                        |
| 1931  | Mauricio Kagel                                      | Vincent d'Indy (*1851) Carl Nielsen (*1865) | Les Offrandes oubliées (Messiaen)                                                                                 |
| 1932  | John Williams Michel Legrand                        | Eugen d'Albert (*1864) | Concerto pour la main gauche, Concerto en sol (Ravel)                                                             |
| 1933  | Henryk Górecki (†2010) Krzysztof Penderecki (†2020) | Henri Duparc (*1848) Louis Abbiate (*1866) | Sinfonía de Antígona (Chávez)                                                                                     |
| 1934  | Alfred Schnittke (†1998)                            | Edward Elgar (*1857) | Simple Symphony (Britten)                                                                                         |
| 1935  | Arvo Pärt                                           | Paul Dukas (*1865) Alban Berg (*1885) Zequinha de Abreu (*1880) | Porgy and Bess (Gershwin) Concerto à la mémoire d'un ange et Lulu (inachevé) (Berg) Roméo et Juliette (Prokofiev) |
| 1936  | Steve Reich Philippe Boesmans                       | Alexandre Glazounov (*1865) | Pierre et le Loup (Prokofiev)                                                                                     |
| 1937  | Philip Glass                                        | Charles-Marie Widor (*1844) Karol Szymanowski (*1882) Louis Vierne (*1870) George Gershwin (*1898) Gabriel Pierné (*1863) Albert Roussel (*1869) Maurice Ravel (*1875) | Litanies (Jehan Alain) Carmina Burana (Orff) Musique pour cordes, percussion et célesta (Bartók)                  |
| 1938  | John Corigliano Alain Abbott                        | Maurice Emmanuel (*1862) | Alexandre Nevski (Prokofiev) Bachianas brasileiras no 5 (Villa-Lobos)                                             |
| 1939  | Louis Andriessen                                    | Charles Tournemire (*1870) | Concerto pour violon n° 2 (Bartók)                                                                                |

retour début de page

#### Années 1940
| Année | Naissances                                      | Décès                                            | Créations ou événements marquants |
| ----- | ----------------------------------------------- | ------------------------------------------------ | --- |
| 1940  | Dieter Acker (†2006) Motohiko Adachi            | Jehan Alain (*1911)                              | Quatuor pour la fin du Temps (Messiaen) Quintette avec piano (Chostakovitch) Double concerto pour cordes, piano et timbales (Martinů)                                  |
| 1941  | Gérard Zinsstag                                 | Christian Sinding (*1856)                        | 2e Symphonie (Honegger) |
| 1942  | Volker David Kirchner                           | Alexander von Zemlinsky (*1871)                  | 7e Symphonie (Chostakovitch) |
| 1943  | Gavin Bryars                                    | Sergueï Rachmaninov (*1873)                      | 8e Symphonie (Chostakovitch) Concerto pour orchestre (Bartók) Die Harmonie der Welt (Hindemith)                                                                        |
| 1944  | Sigiswald Kuijken William Christie Péter Eötvös | Leone Sinigaglia (*1868) Ethel Smyth (*1858)     | Appalachian Spring (Copland) |
| 1945  | Alain Louvier                                   | Béla Bartók (*1881) Anton Webern (*1883)         | Concerto pour hautbois (Strauss) Concerto pour piano no 3 (Bartók) 5e Symphonie (Prokofiev)                                                                            |
| 1946  | François Fayt                                   | Manuel de Falla (*1876)                          | 3e Symphonie (Honegger) |
| 1947  | Philippe Herreweghe John Adams                  | Alfredo Casella (*1883)                          | Requiem (Duruflé) |
| 1948  | Pinchas Zukerman                                | Franz Lehár (*1870) Ermanno Wolf-Ferrari (̇*1876) | Sonates et interludes pour piano préparé (Cage). Commercialisation du premier disque microsillon édité par la firme Columbia : œuvres de Mendelssohn et de Tchaïkovski |
| 1949  | Michaël Levinas                                 | Richard Strauss (*1864)                          | Turangalîla-Symphonie (Messiaen) |

retour début de page

#### Années 1950
| Année | Naissances                                  | Décès                                                                      | Créations ou événements marquants                                                   |
| ----- | ------------------------------------------- | -------------------------------------------------------------------------- | ----------------------------------------------------------------------------------- |
| 1950  | Arturo Márquez                              | Kurt Weill (*1900) Charles Koechlin (*1867)                                | Concerto pour piano (Poulenc)                                                       |
| 1951  | Lorenzo Ferrero Kent Nagano                 | Arnold Schönberg (*1874)                                                   | Réouverture du Festival de Bayreuth Vingt-quatre préludes et fugues (Chostakovitch) |
| 1952  | Philippe Manoury Kaija Saariaho             | Italo Montemezzi (*1875)                                                   | Die Harmonie der Welt (Hindemith)                                                   |
| 1953  | Denis Dufour Ivan Fedele                    | Sergueï Prokofiev (*1891) Jacques Thibaud (*1880) Arnold Bax (*1883)       | 10e symphonie (Chostakovitch)                                                       |
| 1954  | Marcello Viotti (†2005)                     | Charles Ives (*1874) Wilhelm Furtwängler (*1886)                           | The Turn of the screw (Britten)                                                     |
| 1955  | Pascal Dusapin Toshio Hosokawa Simon Rattle | Arthur Honegger (*1892) Guy Ropartz (*1864)                                | Metastasis (Xenakis) Le Marteau sans maître (Boulez)                                |
| 1956  | Luca Francesconi Pierre Pincemaille         | Gustave Charpentier (*1860) Henriette Renié (*1875)                        | Concerto pour piano no 4 de Prokofiev (Prokofiev)                                   |
| 1957  | Tan Dun                                     | Jean Sibelius (*1865) Arturo Toscanini (*1867) Henry Février (*1875)       | Dialogues des carmélites (Poulenc) West Side Story (Berstein)                       |
| 1958  | Gérard Pesson Christophe Looten             | Florent Schmitt (*1870) Ralph Vaughan Williams (*1872)                     | Symphonie nº 8 (Milhaud)                                                            |
| 1959  | Erkki-Sven Tüür                             | Heitor Villa-Lobos (*1887) George Antheil (*1900) Bohuslav Martinů (*1890) | Concerto pour violoncelle nº 1 (Chostakovitch)                                      |

retour début de page

#### Années 1960
| Année | Naissances                                             | Décès                                                         | Créations ou événements marquants                     |
| ----- | ------------------------------------------------------ | ------------------------------------------------------------- | ----------------------------------------------------- |
| 1960  | Patrick Burgan Bruno Giner                             | Hugo Alfvén (*1872)                                           | Quatuor à cordes n° 8 (Chostakovitch)                 |
| 1961  | Nicolas Bacri Isabelle et Florence Lafitte Jake Heggie | Werner R. Heymann (*1896)                                     | Symphonie nº 10 (Milhaud)                             |
| 1962  | Graham Waterhouse                                      | Jacques Ibert (*1890) Alfred Cortot (*1877)                   | War Requiem (Britten)                                 |
| 1963  | Thomas Larcher Alain Basso Sophie Lacaze               | Francis Poulenc (*1899) Paul Hindemith (*1895)                | 3e Symphonie « Kaddish » (Bernstein)                  |
| 1964  |                                                        | Marguerite Béclard d'Harcourt (*1884)                         | In C (Riley)                                          |
| 1965  | Thierry Escaich                                        | Edgard Varèse (*1883)                                         | It's Gonna Rain (Reich) Chichester Psalms (Bernstein) |
| 1966  | Max Richter Daniel D'Adamo                             |                                                               | Concerto pour violoncelle nº 2 (Chostakovitch)        |
| 1967  | Salvatore Di Vittorio                                  | Zoltán Kodály (*1882)                                         | Piano Phase et Violin Phase (Reich)                   |
| 1968  | Éric Tanguy Régis Campo Jean-Louis Agobet              | Ildebrando Pizzetti (*1880) Mario Castelnuovo-Tedesco (*1895) | Quatuor à cordes nº 12 (Chostakovitch)                |
| 1969  | Pierre Kolp                                            | Robert Dussaut (*1896)                                        | Symphonie nº 6 (Henze)                                |

retour début de page

#### Années 1970
| Année | Naissances                         | Décès                                                                                | Créations ou événements marquants                                                              |
| ----- | ---------------------------------- | ------------------------------------------------------------------------------------ | ---------------------------------------------------------------------------------------------- |
| 1970  | Guillaume Connesson                | Cyril Scott (*1879)                                                                  | Tout un monde lointain… (Dutilleux)                                                            |
| 1971  | Thomas Adès                        | Igor Stravinsky (*1882) Marcel Dupré (*1886)                                         | Drumming (Reich)                                                                               |
| 1972  | François Sarhan                    | Hans Erich Apostel (*1901)                                                           | Symphonie no 15 (Chostakovitch)                                                                |
| 1973  |                                    | Bruno Maderna (*1920) Pablo Casals (*1876) Walter Abendroth (*1896)                  | Polyptyque (Martin)                                                                            |
| 1974  | Bruno Mantovani                    | Darius Milhaud (*1892) André Jolivet (*1905) Frank Martin (*1890) Jean Absil (*1893) | Music in Twelve Parts (Glass)                                                                  |
| 1975  | Uljas Pulkkis Yannick Nézet-Séguin | Dmitri Chostakovitch (*1906) Bernard Herrmann (*1911)                                |                                                                                                |
| 1976  |                                    | Benjamin Britten (*1913)                                                             | Music for 18 Musicians (Reich) Einstein on the Beach (Glass) Für Alina (Pärt)                  |
| 1977  | Philipp Maintz Cyril Auvity        | Maria Callas (*1923)                                                                 | Fratres, Tabula rasa et Cantus in memoriam Benjamin Britten (Pärt) Symphonie no 3 (Górecki)    |
| 1978  | Luke Bedford                       | Aram Khatchatourian (*1903)                                                          | Timbres, espace, mouvement (Dutilleux) Music for a Large Ensemble (Reich) Shaker Loops (Adams) |
| 1979  | Marcus Paus                        | Nino Rota (*1911)                                                                    | Lulu (Berg) création de la version achevée Dance (Glass)                                       |

retour début de page

#### Années 1980
| Année | Naissances                 | Décès                                                                 | Créations ou événements marquants                                                                   |
| ----- | -------------------------- | --------------------------------------------------------------------- | --------------------------------------------------------------------------------------------------- |
| 1980  |                            | Franco Evangelisti (*1926)                                            | De profundis (Pärt) Satyagraha (Glass)                                                              |
| 1981  | Nico Muhly Gustavo Dudamel | Samuel Barber (*1910)                                                 | Répons (Boulez)                                                                                     |
| 1982  | Isabel Leonard             | Carl Orff (*1895)                                                     | Passio (Pärt) 1re représentation des Boréades (Rameau)                                              |
| 1983  |                            | Germaine Tailleferre (*1892) Georges Auric (*1899)                    | Symphonie no 3 (Lutosławski)                                                                        |
| 1984  |                            | Paul Le Flem (*1881)                                                  | Te Deum (Pärt) Akhnaten (Glass)                                                                     |
| 1985  |                            | Marcel Mihalovici (*1898)                                             | Kraft (Lindberg) Dialogue de l'ombre double (Boulez)                                                |
| 1986  |                            | Maurice Duruflé (*1902)                                               | Ur (Lindberg)                                                                                       |
| 1987  |                            | Dmitri Kabalevski (*1904) Jean Rivier (*1896) Federico Mompou (*1893) | Nixon in China (Adams) Nymphéa (Saariaho) Miserere (Górecki) Concerto pour violon et Itaipu (Glass) |
| 1988  |                            | Giacinto Scelsi (*1905) Frederick Loewe (*1904)                       | Different Trains (Reich) Sequenza XI (Berio)                                                        |
| 1989  |                            | Herbert von Karajan (*1908) Vladimir Horowitz (*1903)                 | Magnificat (Pärt) Charlotte Corday (Ferrero)                                                        |

retour début de page

#### Années 1990
| Année | Naissances | Décès                                                                                   | Créations ou événements marquants                                    |
| ----- | ---------- | --------------------------------------------------------------------------------------- | -------------------------------------------------------------------- |
| 1990  |            | Leonard Bernstein (*1918) Luigi Nono (*1924) Aaron Copland (*1900)                      | Berliner Messe (Pärt)                                                |
| 1991  |            | Wilhelm Kempff (*1895) Claudio Arrau (*1903) Rudolf Serkin (*1903) Eugène Bozza (*1905) | Deuxième Quatuor à cordes (Górecki) The Death of Klinghoffer (Adams) |
| 1992  |            | John Cage (*1912) Olivier Messiaen (*1908) Maurice Ohana (*1913) Sándor Veress (*1907)  | Medeamaterial (Dusapin)                                              |
| 1993  |            | Karel Goeyvaerts (*1923)                                                                | The Cave (Reich) Kleines Requiem für eine Polka (Górecki)            |
| 1994  |            | Witold Lutosławski (*1913)                                                              | Symphonie no 7 (Rautavaara)                                          |
| 1995  |            | Pierre Schaeffer (*1910)                                                                | Inauguration de la Cité de la musique à Paris City Life (Reich)      |
| 1996  |            | Tōru Takemitsu (*1930) Edison Denisov (*1929)                                           | Incendie de La Fenice                                                |
| 1997  |            | Tolia Nikiprowetzky (*1916) André Boucourechliev (*1925) Henry Barraud (*1900)          | Symphonie no 9 (Henze)                                               |
| 1998  |            | Michael Tippett (*1905) Alfred Schnittke (*1934)                                        | Trois sœurs (Eötvös)                                                 |
| 1999  |            | Marcel Landowski (*1915) Yehudi Menuhin (*1916) Joaquín Rodrigo (*1901)                 | Concerto pour piano no 3 (Rautavaara)                                |

retour début de page

### XXIesiècle

#### Années 2000
| Année | Naissances       | Décès | Créations ou événements marquants                                                                                 |
| ----- | ---------------- | --- | --- |
| 2000  |                  | Franco Donatoni (*1927) Jean Coulthard (*1908)                                                                 | El Niño (Adams) L'Amour de loin (Saariaho)                                                                        |
| 2001  |                  | Iannis Xenakis (*1922) Irène Joachim (*1913) Isaac Stern (*1920)                                               | Médée de Thessalonique (Looten)                                                                                   |
| 2002  |                  | | Inauguration de l'Auditorium Parco della Musica Three Tales (Reich) Joseph Merrick dit Elephant man (Petitgirard) |
| 2003  |                  | Luciano Berio (*1925) Goffredo Petrassi (*1904)                                                                | Réouverture de La Fenice                                                                                          |
| 2004  |                  | Carlos Kleiber (*1930) Renata Tebaldi (*1922) Elmer Bernstein (*1922) Jerry Goldsmith (*1929)                  | Réouverture de la Scala The Tempest (Adès)                                                                        |
| 2005  |                  | Carlo Maria Giulini (*1914) Victoria de los Ángeles (*1923) Marcello Viotti (*1954)                            | Doctor Atomic (Adams) La Conquista (Ferrero) Waiting for the Barbarians (Glass)                                   |
| 2006  |                  | György Ligeti (*1923) Elisabeth Schwarzkopf (*1915) Dieter Acker (*1940)                                       | Réouverture de la salle Pleyel Adriana Mater (Saariaho) Faustus, the Last Night (Dusapin)                         |
| 2007  | Alexandra Dovgan | Mstislav Rostropovitch (*1927) Régine Crespin (*1927) Gian Carlo Menotti (*1911) Karlheinz Stockhausen (*1928) | Appomattox (Glass) Inauguration du Centre national des arts du spectacle de Pékin                                 |
| 2008  |                  | Giuseppe Di Stefano (*1921)                                                                                    | Double Sextet (Reich)                                                                                             |
| 2009  |                  | Alicia de Larrocha (*1923) Elisabeth Söderström (*1927)                                                        | Kepler (Glass) |

retour début de page

#### Années 2010
| Année | Naissances | Décès | Créations ou événements marquants                                                  |
| ----- | ---------- | --- | ---------------------------------------------------------------------------------- |
| 2010  |            | Charles Mackerras (* 1925) Joan Sutherland (* 1926) Henryk Górecki (* 1933)                                                        | 2×5 (Reich)                                                                        |
| 2011  |            | Margaret Price (* 1941) | Risorgimento! (Ferrero)                                                            |
| 2012  |            | Gustav Leonhardt (* 1928) Maurice André (* 1933) Dietrich Fischer-Dieskau (* 1925) Elliott Carter (* 1908)                         | Written on Skin (Benjamin)                                                         |
| 2013  |            | Marie-Claire Alain (* 1926) Colin Davis (* 1927) János Starker (* 1924) Henri Dutilleux (* 1916)                                   | Radio Rewrite (Reich)                                                              |
| 2014  |            | Claudio Abbado (* 1933) | Symphonie nº 4 (Górecki)                                                           |
| 2015  |            | Aldo Ciccolini (* 1925) Jon Vickers (* 1926) Kurt Masur (* 1927)                                                                   | Inauguration de la Philharmonie de Paris                                           |
| 2016  |            | Pierre Boulez (*1925) Einojuhani Rautavaara (*1928) Nikolaus Harnoncourt (*1929) Peter Maxwell Davies (* 1934) André Isoir (*1935) |                                                                                    |
| 2017  |            | Georges Prêtre (*1924) Michel Chapuis (*1930)                                                                                      | Inauguration de la Philharmonie de l'Elbe Kein Licht (Manoury) Marnie (Nico Mulhy) |
| 2018  |            | Pierre Pincemaille (*1956) Montserrat Caballé (*1933)                                                                              | Guru (Petitgirard)                                                                 |
| 2019  |            | Jean Guillou (*1930) André Previn (*1929)                                                                                          |                                                                                    |

retour début de page

#### Années 2020
| Année | Naissances | Décès                                                                                         | Créations ou événements marquants |
| ----- | ---------- | --------------------------------------------------------------------------------------------- | --------------------------------- |
| 2020  |            | Mady Mesplé (* 1931) Gabriel Bacquier (* 1924)                                                |                                   |
| 2021  |            | James Levine (* 1943) Christa Ludwig (* 1928) Bernard Haitink (* 1929) Nelson Freire (* 1944) |                                   |
| 2022  |            | Radu Lupu (* 1945) Teresa Berganza (* 1933)                                                   |                                   |
| 2023  |            |                                                                                               |                                   |
| 2024  |            | Maurizio Pollini (* 1942)                                                                     |                                   |

retour début de page